# Диснейленд
Дѝснейле́нд (англ. Disneyland, Disneyland Park) — парк развлечений в городе Анахайм (штат Калифорния, США), находящийся под управлением Walt Disney Parks and Resorts — подразделения компании «Уолт Дисней». Первый из тематических парков Уолта Диснея был открыт 17 июля 1955 года, став воплощением идеи Уолта Диснея о парке, в котором был бы воссоздан мир мультфильмов и сказок, где интересно всем: и взрослым, и детям.
С момента создания был известен просто как «Диснейленд» (англ. Disneyland), но в 1998 году был переименован в «Парк Диснейленд» (англ. Disneyland Park), чтобы отличать от общего одноимённого курортного комплекса, в состав которого, кроме парка, входят Диснеевский парк калифорнийских приключений (англ. Disney's California Adventure Park) и городок Диснея (англ. Downtown Disney).
Идея Диснейленда родилась у Уолта Диснея, когда он вместе с дочерьми посещал различные парки развлечений в 1930—1940-х годах. Изначально он планировал расположить аттракционы рядом со своей студией в Бербанке для развлечения фанатов созданных им мультфильмов их персонажами, но вскоре осознал, что предполагаемое место слишком маленькое. Наняв консультанта, Уолт Дисней в 1953 году приобрёл территорию в 160 акров (65 га) рядом с Анахаймом. В следующем же году стартовали строительные работы, и 17 июля 1955 года парк был торжественно открыт для посетителей.
С момента открытия Диснейленд не раз расширялся и обновлялся. В частности, были добавлены:
- в 1966 году — Страна праздника (ныне Площадь Нового Орлеана, New Orleans Square);
- в 1972 году — Медвежья страна (ныне страна Животных, Critter Country);
- в 1993 году — Мультаун Микки (Mickey’s Toontown);
- в 2001 году — на месте изначальной парковочной площадки Диснейленда был устроен Диснеевский парк калифорнийских приключений (Disney California Adventure Park).

Суммарное количество посетивших Диснейленд людей намного больше, чем в любом другом парке развлечений мира, — около 600 млн человек с момента его открытия. В 2009 году парк посетили 15,9 млн человек, тем самым Диснейленд стал в том году вторым по посещаемости в мире.

## Посвящение
Все посвящения в парках Диснея, кроме парка в Орландо, начинаются с фразы «Всем, кто пришёл в это счастливое место: „Добро пожаловать!“» (англ. «To all who come to this happy place — welcome!»).
Полная цитата:
Всем, кто пришёл в это счастливое место: "Добро пожаловать!" Диснейленд — это ваша страна. Здесь воскресают прекрасные воспоминания стариков, и здесь молодые могут вдохнуть вызов и обещания будущего. Диснейленд посвящается идеалам, мечтам и реальным событиям, которые создали Америку, с надеждой, что она станет источником радости и вдохновения для всего мира!
Оригинальный текст (англ.)To all who come to this happy place: Welcome. Disneyland is your land. Here age relives fond memories of the past, and here youth may savor the challenge and promise of the future. Disneyland is dedicated to the ideals, the dreams, and the hard facts that have created America, with the hope that it will be a source of joy and inspiration to all the world.Уолтер Дисней, 17 июля 1955 года, 16:43

## История

### Концепция и строительство

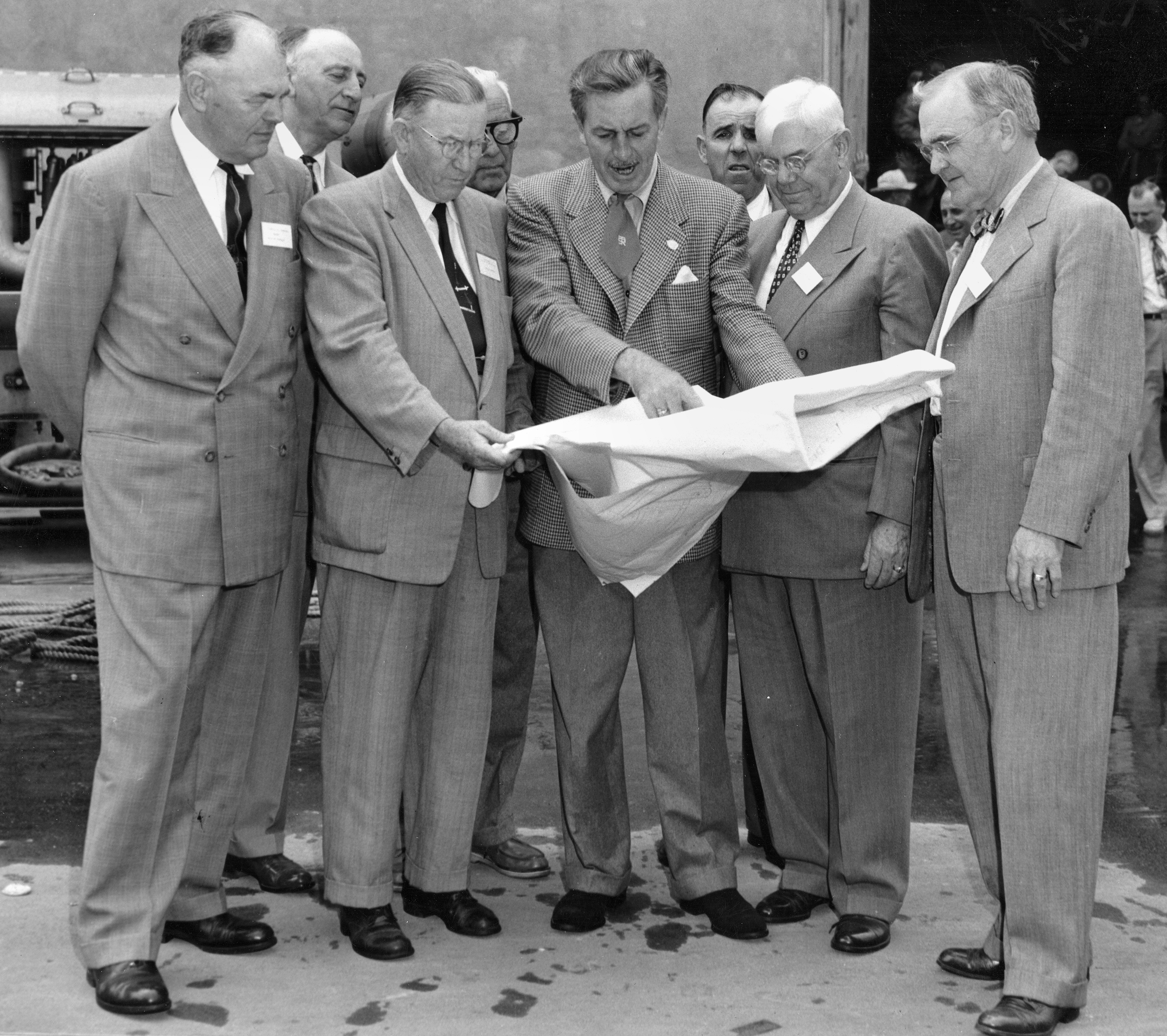
Уолт Дисней (в центре) демонстрирующий планы Диснейленда в декабре 1954 года.

Основная концепция Диснейленда появилась, когда Уолт Дисней вместе с дочерьми Дианой и Шэрон посещал парк Гриффита в Лос-Анджелесе. Наблюдая за ними на карусели, Дисней вообразил место, куда бы могли прийти дети с родителями, чтобы весело провести вместе время. Эта мечта многие годы оставалась всего лишь мечтой. На Уолта Диснея также могли оказать влияние воспоминания его отца о Всемирной выставке 1893 года в Чикаго (его отец работал на ней). В Мидуэй Плезантс были установлены разнообразные аттракционы, представляющие разные страны и разные этапы развития человечества, в том числе первое колесо обозрения, пассажирский поезд, курсировавший по периметру территории, и Шоу Дикого Запада. Другим источником вдохновения послужил парк райских Источников коммуны «Дом Давида» в Бентон Харбор, Мичиган. Уолт Дисней посетил этот парк и в конце концов приобрел один из старых паровозов, использовавшихся там.
Хотя множество фанатов присылали письма Уолту Диснею, желая посетить диснеевскую студию, он осознавал, что действующая киностудия может немногое продемонстрировать посетителям, поэтому задумал устроить зону развлечений для туристов рядом со студией в Бербанке. К тому моменту он планировал создать небольшой лодочный парк и несколько тематических зон. Его изначальная идея, «Парк Микки Мауса», планировалась на 8 акрах (3,2 га) около Риверсайд Драйв.
Тогда же Дисней целенаправленно начал посещать другие парки развлечений ради вдохновения и новых идей, в том числе сады Тиволи в Дании, Эфтелинг в Нидерландах и Гринфилд-Виллидж и Страну детских фантазий в США. Он начал дизайн с работы над концепцией парка, но в итоге его планы оказались много шире, чем позволял кусок земли в 8 акров.
Дисней нанял консультанта, Гаррисона Прайса из Стенфордского исследовательского института, чтобы найти подходящее место для тематического парка, учитывая потенциальную возможность его расширения. По совету Прайса, Дисней приобрёл 160 акров (65 га) апельсиновых рощ и деревьев грецких орехов в Анахайме, на юго-восток от Лос-Анджелеса рядом с Оринджем.

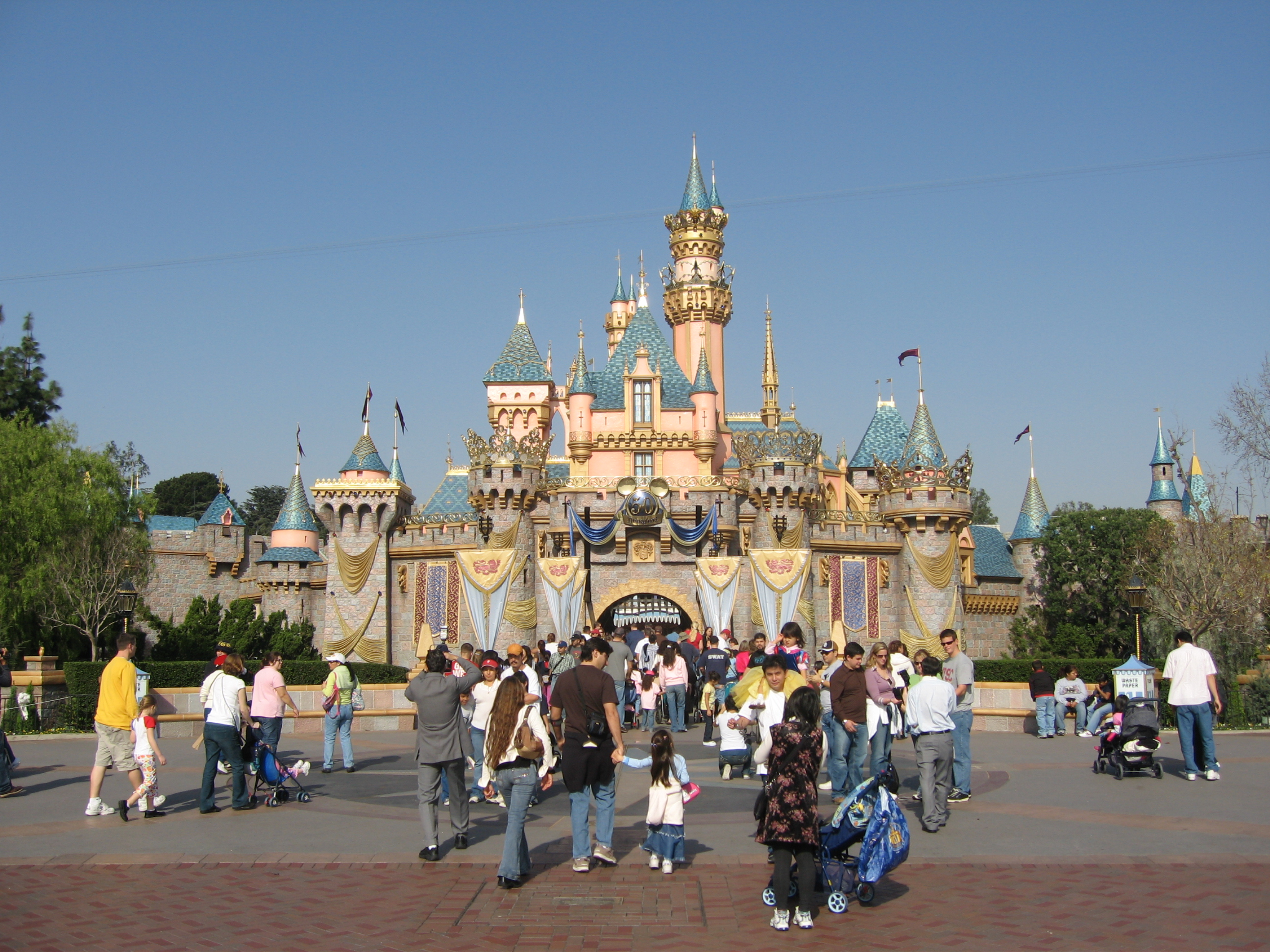
Замок Спящей Красавицы в ходе «Счастливейшего возвращения на Землю»

Сложности с финансированием такого масштабного проекта заставили Диснея искать возможности для увеличения прибыли. Он решил использовать телевидение и создал передачу «Диснейленд», демонстрировавшуюся на ещё только новом канале ABC. Взамен, телесеть спонсировала парк. Первые пять лет своего существования Диснейленд принадлежал Disneyland, Inc., которой совместно владели Walt Disney Productions, Walt Disney, Western Publishing и ABC. К тому же, Дисней сдал в аренду множество магазинов на Главной улице сторонним компаниям. К 1960 году Walt Disney Productions полностью выкупила доли ABC, Western Publishing и Walt Disney.
Строительство началось 16 июля 1954 года и обошлось в 17 миллионов долларов. Парк был открыт год и один день спустя. В то время Трасса 101 (позже Межштатная магистраль 5) ещё только строилась на север от расположения Диснейленда; предвидя трафик, который спровоцирует Диснейленд, к ней были прибавлены две полосы к моменту завершения постройки парка.

### Июль 1955 года: день посвящения и день открытия
Парк Диснейленд открылся для посетителей 18 июля 1955 года с 23 аттракционами. Накануне, в воскресенье 17 июля, состоялся «Международный обзор для прессы», на который можно было попасть лишь по специальным приглашениям. Организованные в этот день мероприятия, в том числе посвящение, транслировались по всей стране и комментировались тремя голливудскими друзьями Уолта Диснея: Артом Линлеттером, Бобом Каммингсом и Рональдом Рейганом. В прямом эфире всё демонстрировалось на канале ABS.
Всё прошло не так гладко, как планировалось. Парк был переполнен посетителями, которые попали по поддельным приглашениям. Планировалось присутствие только 11 000 человек, но численность посетителей достигла ошеломляющего числа в 28 154. Кинозвёзды и другие известные личности, которые должны были прибывать с перерывом в два часа, показались одновременно. Все главные дороги в окрестностях были пусты. Температура в тот день была очень высокой, достигая 38 °C, а забастовка водопроводчиков привела к тому, что многие из фонтанчиков для питья оказались без воды.
Всё это создало негативное впечатление. Из-за того, что спонсором открытия выступала компания Pepsi, разочарованные посетители решили, что неработающие фонтаны являлись лишь способом повысить продажи лимонада. Асфальт, залитый лишь утром в тот день, был слишком мягким и высокие каблуки женщин просто увязали в нём. У торговцев быстро закончились все припасы. Утечка газа на территории Страны фантазий повлекла закрытие не только её, но и Мира приключений и Приграничной страны. Некоторые родители были замечены передающими детей по рукам толпы, чтобы те могли попасть на аттракционы, такие как Карусель короля Артура.
Обзор прессы за этот день оказался крайне негативным, так что Уолт Дисней пригласил всех посетителей повторить визит на «второй день», чтобы распробовать Диснейленд. В последующие годы Дисней и администраторы, бывшие с ним в 1955 году, называли 17 июля не иначе, как «Чёрное воскресенье» (англ. Black Sunday). В нынешнее время работники надевают бейджи с числом лет, прошедших с открытия в 1955 году, именно 17 июля. Но первое десятилетие или около того Дисней официально называл днём открытия парка 18 июля 1955 года и посвященные годовщинам парка мероприятия устраивались именно 18-го числа. Например, пресс-релиз 1967 года именует 17 июля «днём посвящения» (англ. Dedicated Day), а не «днём открытия».
На следующий день, в понедельник 18 июля, очередь у ворот начала формироваться уже с 2 часов ночи. Первым человеком, вошедшим в парк, стал Дэвид Макферсон, с входным билетом за номером 2, так как первый билет был предварительно отдан Рою Диснею. Уолт Дисней официально снялся с двумя детьми, Кристин Весс Уоткинс (5 лет) и Митчелом Швартнером (7 лет); в подписи к этому фото дети были названы первыми посетителями. Уоткинс и Швартнер получили пожизненный пропуск в Диснейленд в тот день, а вскоре такой же пропуск был получен и Макферсоном. Позже это стало традицией для всех парков Диснея. Приблизительно 50 000 человек посетило Диснейленд в тот день.

### Первые годы
В сентябре 1959 года первый секретарь ЦК КПСС Никита Хрущёв провёл в США 13 дней. Во время своего визита он высказал две просьбы: посетить Диснейленд и встретиться с Джоном Уэйном. Из-за атмосферы Холодной войны и по причинам безопасности, ему было отказано в экскурсии по Диснейленду.

### 1990-е: парк становится курортом

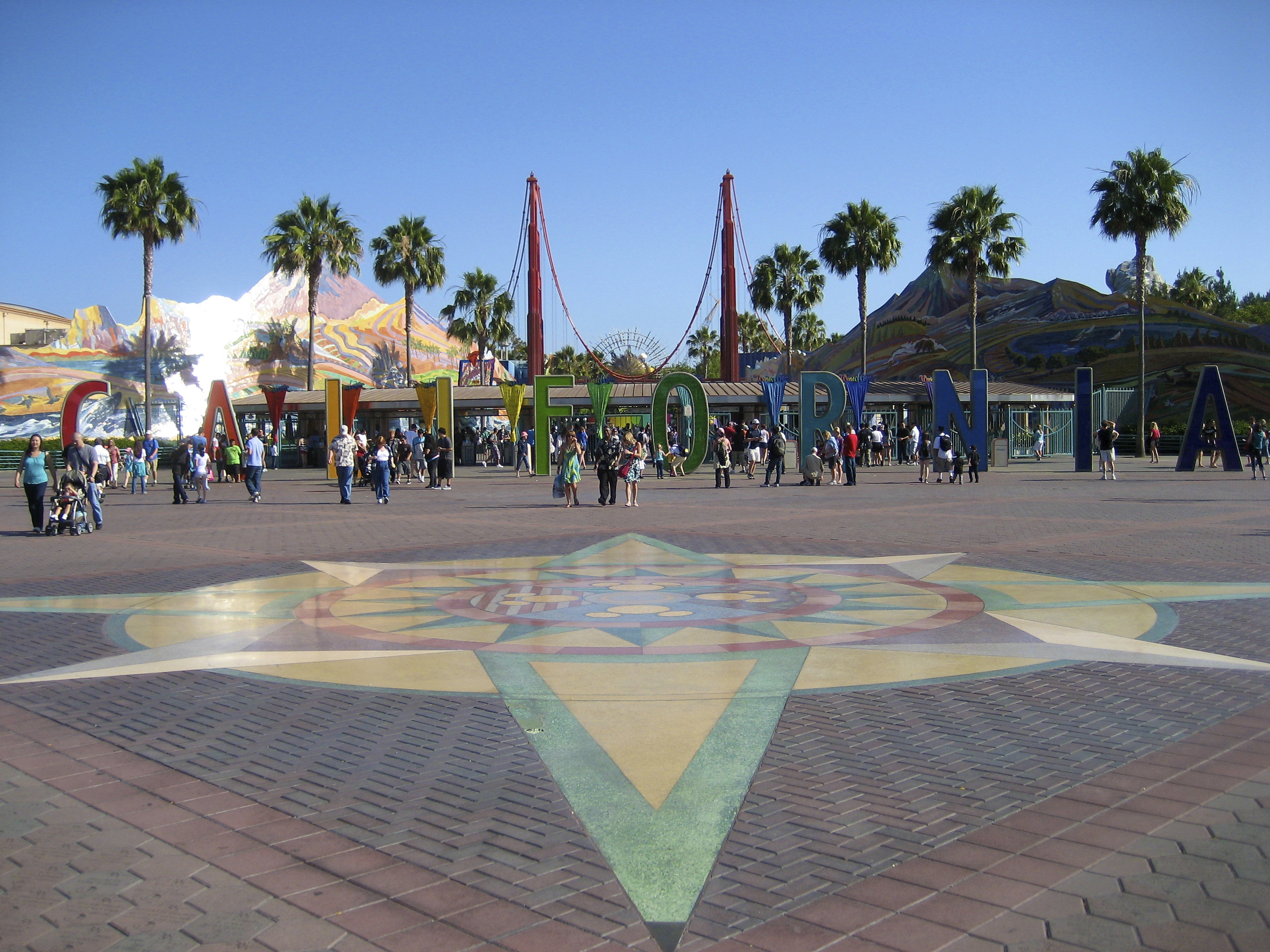
Диснеевский парк калифорнийских приключений

В 1990-х началось расширение парка. Парк Диснейленд, отель «Диснейленд» и изначальную территорию парковки было решено сделать частью более крупного курортного комплекса. Кроме них, в состав созданного курорта вошли новый тематический парк Диснеевский парк калифорнийских приключений; торговый, ресторанный и развлекательный комплекс, городок Диснея; перестроенный отель Диснейленда; Калифорнийский гранд отель и спа Диснея; и присоединённый Pan Pacific Hotel (позже был перестроен и переименован в Disney's Paradise Pier Hotel). Из-за того, что существовавшее место для парковки на юге от Диснейленда в соответствии с этими планами было застроено, на северо-западе была возведена новая 6-ярусная парковка на 10 250 мест «Микки и друзья». На момент завершения строительства в 2000 году она была крупнейшей в США.

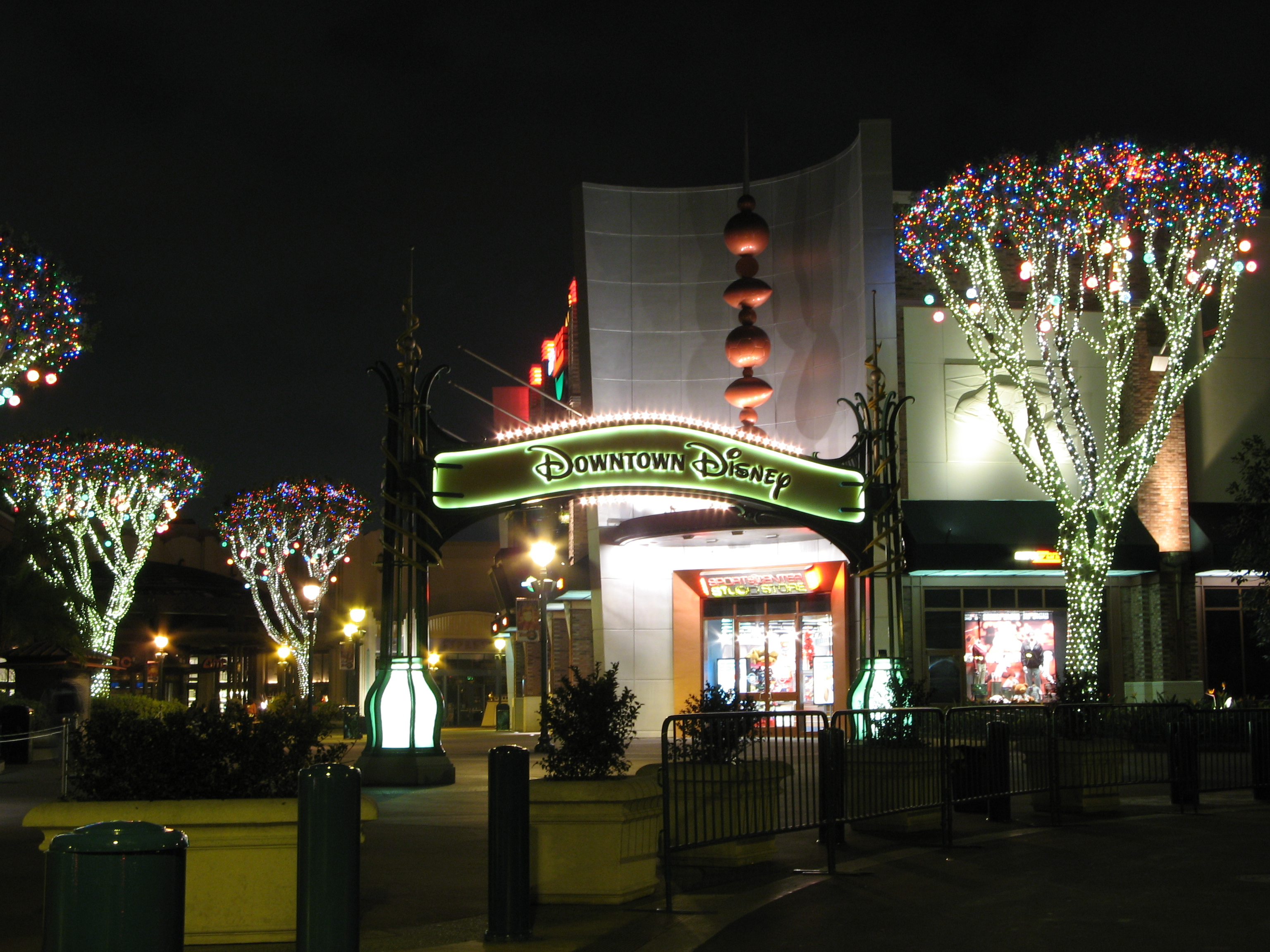
Городок Диснея

Команда управляющих парка в середине 1990-х вела политику, с который были не согласны многие фанаты и работники Диснейленда. Тогдашними директорами Синтией Харрис и Полем Преслером были начаты множество изменений с целью увеличения прибыли. Несмотря на то, что их действия повлекли быстрый рост доходов акционеров, они же и спровоцировали широкую критику. Направленность Диснейленда сдвинулась с развлекательной на торговую. Внешние консультанты McKinsey & Company были привлечены к рационализации процессов, что привлекло ко множеству изменений и сокращений. После десятилетия рефлекторной работы, оригинальный тематический парк Диснея стал демонстрировать признаки запущенности. Фанаты осудили ощутимый спад числа посетителей и качества парка и сплотились ради роспуска управляющей команды.

### Диснейленд в XXI веке

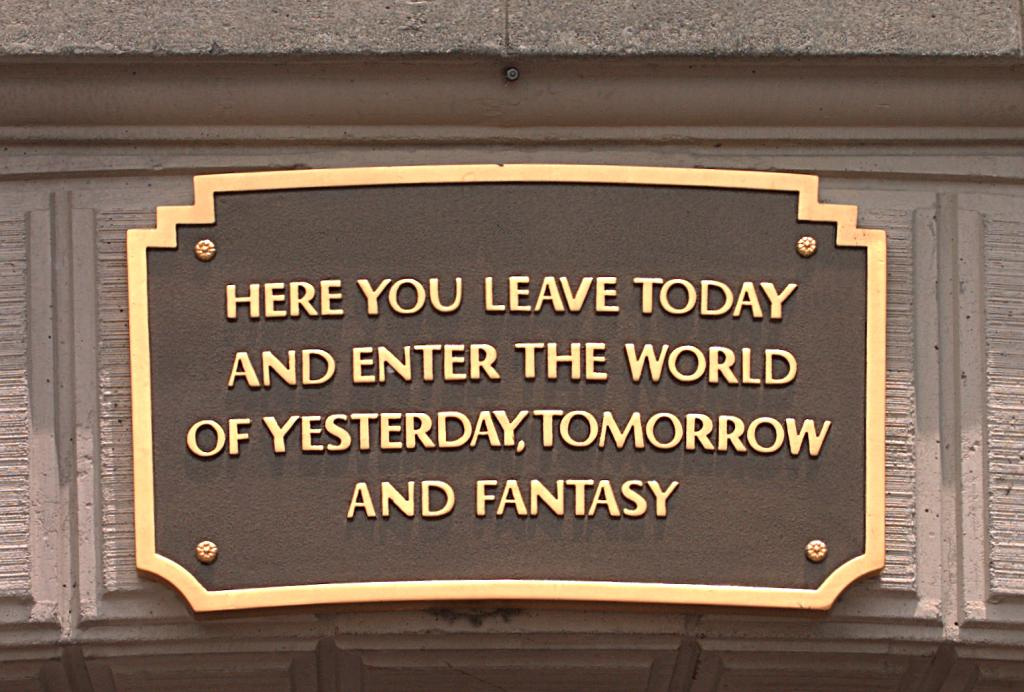
Именная дощечка на входе. Текст гласит: «Здесь ты оставляешь сегодня и входишь в мир вчера, завтра и фантазии»

Мэтт Оймет, бывший президент Disney Cruise Line, был назначен во главе курорта Диснейленд в конце 2003 года. Оймет развернул работы в нескольких направлениях, произвёл косметическую реставрацию и вернул изначальное расписание ремонта инфраструктуры, в надежде восстановить былую безопасность.
В июле 2006 года Мэтт Оймет сообщил о своём уходе из компании Диснея, чтобы занять место президента Starwood Hotels & Resorts Worldwide. Вскоре после этого исполнительный директор Walt Disney Attractions Japan, Эд Гриер, был назначен президентом курорта. В октябре 2009 года его сменил Джордж Калогридис.

### 50-летие парка
«Счастливейшее возвращение на Землю», организованное в 2005—2006 годах, было 18-месячным празднованием 50-летнего юбилея парка. В подготовке к этому событию в 2004 году были осуществлены крупные реставрационные работы.
Множество классических развлечений было обновлено, например, Космическая гора, «Путешествие по джунглям», Призрачное поместье, «Пираты Карибского моря» и Заколдованная тики комната Уолта Диснея. На тех аттракционах, которые существовали с самого открытия парка, один из вагончиков был раскрашен в золото, а сам парк был украшен 50 золотыми ушами Микки. Празднование 50-летнего юбилея началось 5 мая 2005 года и завершилось 30 сентября 2006 года.

## Планировка парка

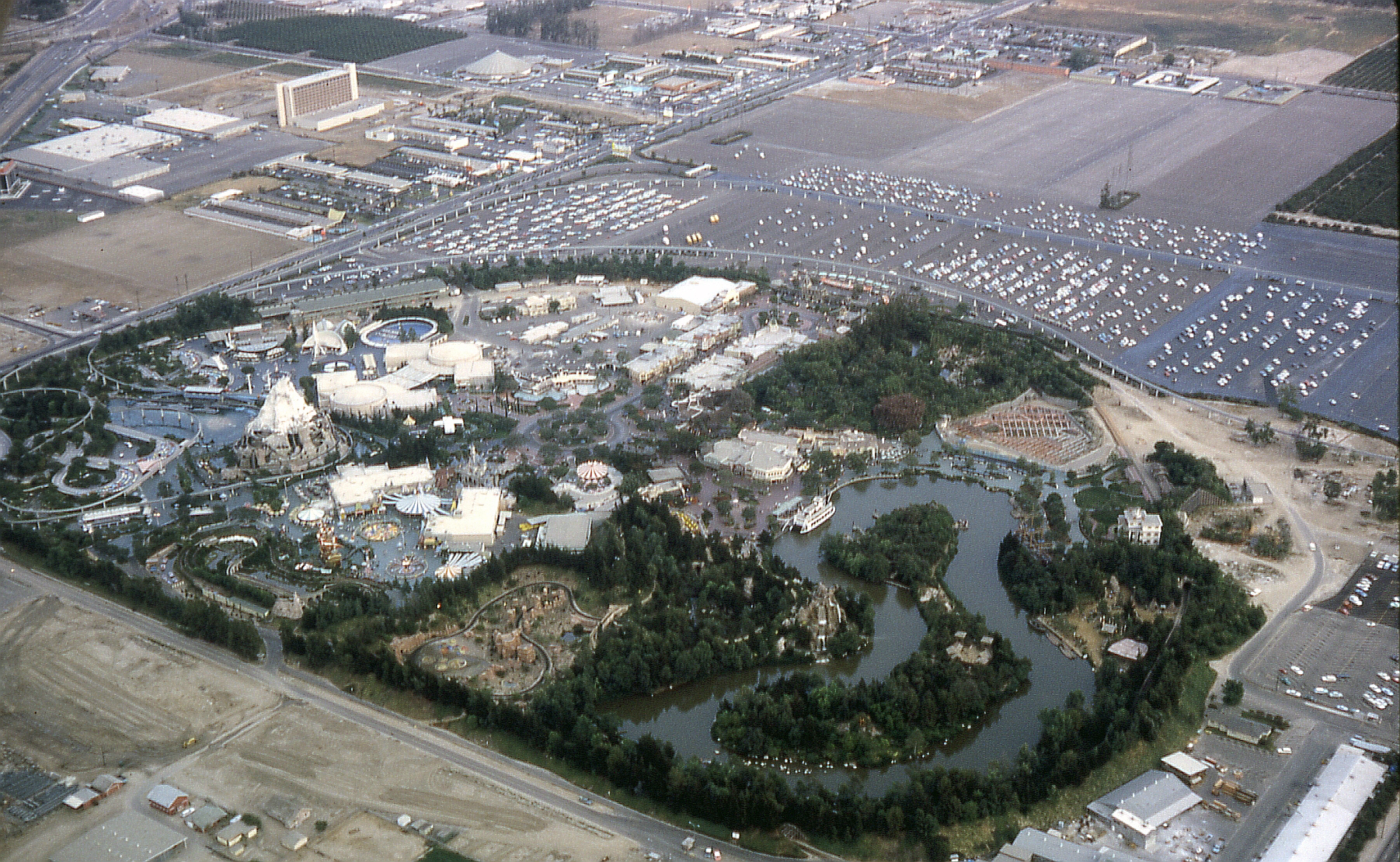
Вид с воздуха на Диснейленд в 1963 году, взгляд на юго-восток. Скоростная трасса Санта Аны (I-5) в левом верхнем углу. Гавань Булевар ограничивает восточную часть парка. Только построенный театр Страны Мелодий в верхней части фото.

Парк поделён на «страны» (тематические зоны) и хорошо скрытые «закулисные» зоны. При входе в «страну» посетитель оказывается полностью погружён в тематическое окружение и не может видеть или слышать детали другой реальности. Идея подобного построения состоит в раскрытии театральных «сцен» с незаметными переходами между странами. Открытая для посещения территория составляет приблизительно 85 акров (34 га).
На момент открытия парк состоял из пяти тематических зон:
- Главная улица, США (англ. Main Street, U.S.A.) спроектирована, чтобы напоминать обычный город Среднего Запада начала XX века;
- Мир приключений (англ. Adventureland) выполнен в стиле приключений в джунглях;
- Приграничная страна (англ. Frontierland) демонстрирует приграничный город Дикого Запада;
- Страна фантазий (англ. Fantasyland) — место, где живут герои диснеевских фильмов;
- Страна будущего (англ. Tomorrowland) демонстрирует оптимистический взгляд на будущее.

С тех пор добавлялись новые зоны:
- В 1957 году — Страна праздника (англ. Holidayland), 9-акровая территория отдыха, включавшая цирк и поле для бейсбола. Была закрыта в 1961 году. Отличалась тем, что только на этой территории продавались алкогольные напитки. Сейчас алкогольную продукцию продают в частном «Клубе 33» (Club 33).
- В 1966 году — Площадь Нового Орлеана (англ. New Orlean Square), основанная на Новом Орлеане XIX века.
- В 1972 году — Медвежья страна (англ. Bear Country), тематически посвященная горному лесу Американского юга. Позже она была переименована в Страну животных (англ. Critter Country), а её тема смещена к Поющей горе (англ. Splash Mountain) диснеевской «Песни Юга».
- В 1993 году — Мультаун Микки (англ. Mickey's Toontown) тематически связанный с Мультауном из фильма «Кто подставил кролика Роджера?».

Во всём парке множество скрытых Микки и изображений головы Микки Мауса, непосредственно украшающих аттракционы и декорации.
По насыпи проходит узкоколейка, окружающая весь парк. Диснеевский парк калифорнийских приключений был добавлен на месте, где ранее находилась парковка для гостей Диснейленда.

### Страны Диснейленда
Диснейленд состоит из восьми тематических зон или «стран», в которых расположены различные магазины, рестораны, проводятся выступления и, конечно, находятся аттракционы. Девятой зоной (уже несуществующей) была Страна праздников, зона для пикников, бывшая доступной с 1957 года по 1961.

#### Главная улица, США
Для тех из нас, кому этот пейзаж напоминает о беззаботном времени, Главная улица навеет счастливые воспоминания. Для младших же это приключение, позволяющее перевернуть листы календаря назад ко времени юности их дедов.
Оригинальный текст (англ.)For those of us who remember the carefree time it recreates, Main Street will bring back happy memories. For younger visitors, it is an adventure in turning back the calendar to the days of grandfather's youth.Уолтер Дисней

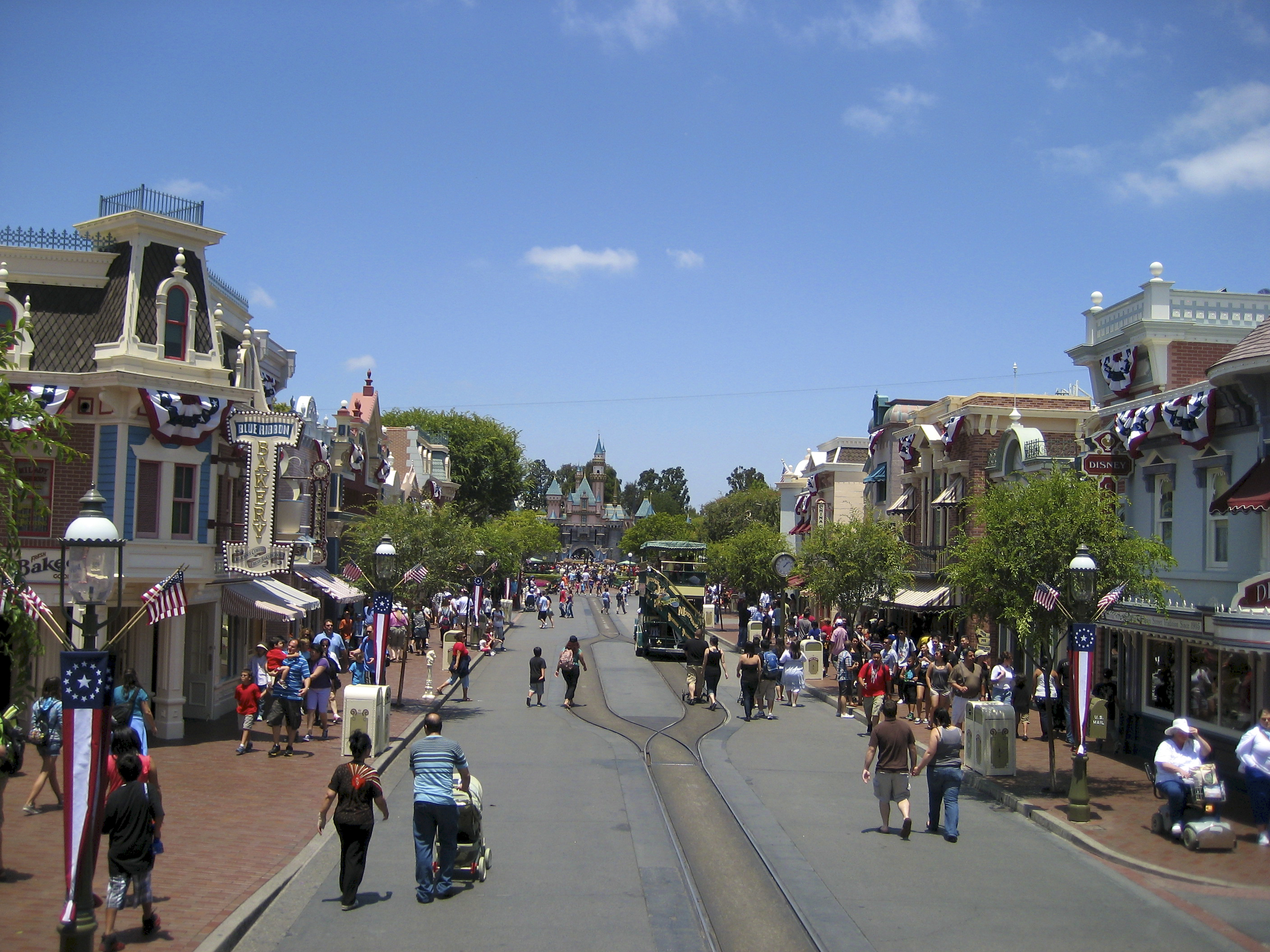
Главная улица, США, 4 июля 2010 года

Главная улица, США (англ. Main Street, U.S.A.) спроектирована, чтобы напоминать обычный город Среднего Запада начала XX века. Уолт Дисней положил в её основу воспоминания о городе своего детства Марслайне штата Миссури. Он непосредственно принимал участие в разработке вида улицы вместе с дизайнерами и архитекторами. Это первая территория, на которую попадают посетители, входя в парк (если не используют монорельс) и именно по этой улице добираются до Центральной площади, откуда можно попасть в большую часть территорий Диснейленда.
Главная улица воспроизводит викторианские времена в Америке. На ней расположены железнодорожная станция, городская площадь, кинотеатр, мэрия, пожарная станция, оснащенная оборудованием с паровыми двигателями, рынок, магазины, галереи, двухэтажные автобусы, лошадиные повозки, старые машины и многое другое, содержащее в себе напоминание о прошлом. Дизайн улицы использует технику неестественной перспективы, чтобы создать иллюзию высоты. Здания построены в масштабе 3/4 для первого этажа, 5/8 для второго и 1/2 для третьего — с каждым этажом масштаб уменьшается на 1/8.
Улица заканчивается Центральной площадью Диснейленда. В центре Волшебного королевства и на севере Центральной площади расположен Замок Спящей Красавицы, через который можно попасть в Страну фантазий, если перейти переброшенный через ров мост. Мир приключений, Страны будущего и Приграничная расположены по обе стороны от замка.

#### Мир приключений

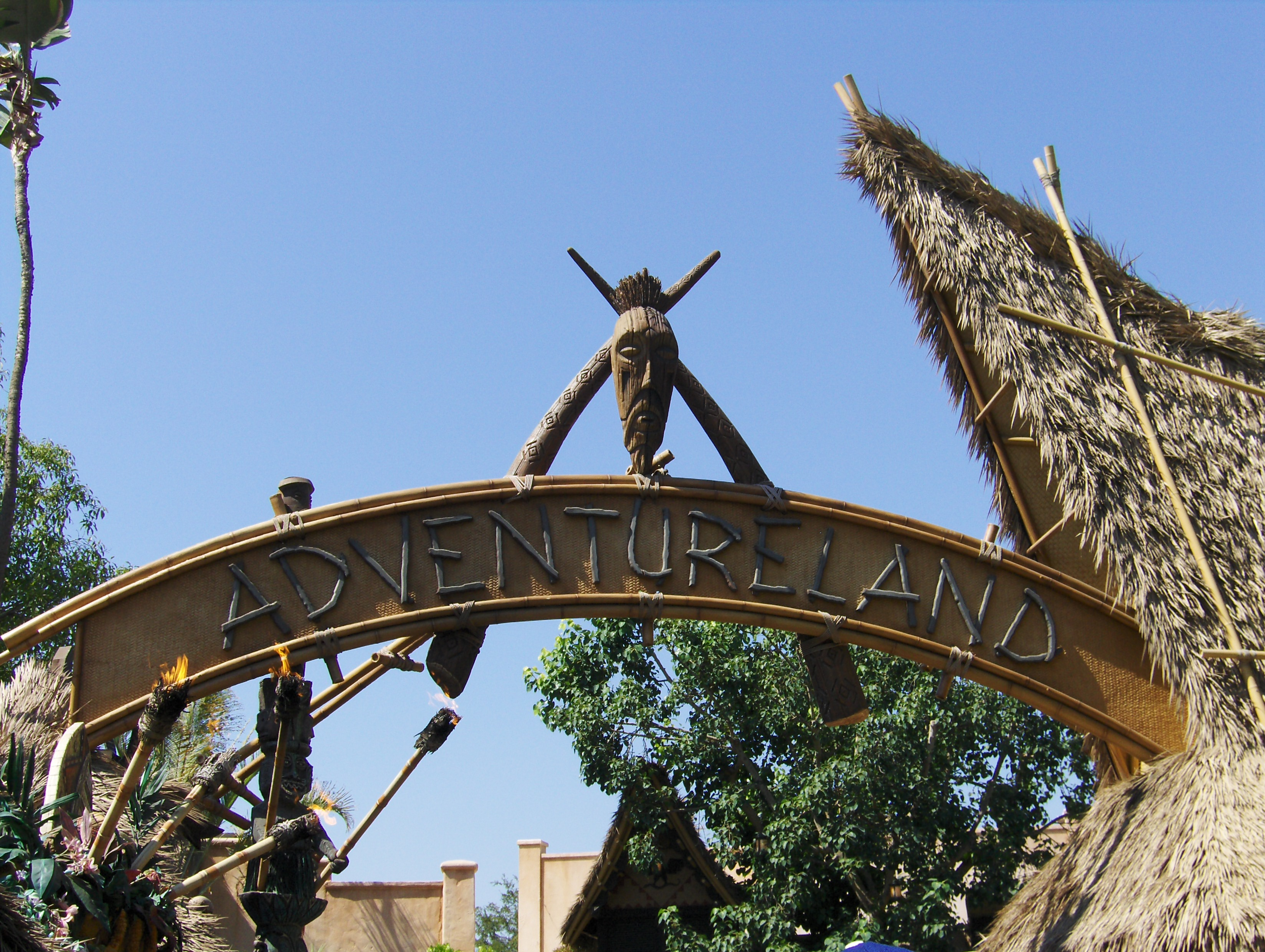
Мир приключений демонстрирует взгляд 1950-х на приключения, сформировавшийся на послевоенном увлечении культурой Тики.

Мир приключений (англ. Adventureland) выполнен так, чтобы воссоздавать место расположенное в удалённых уголках мира. «Чтобы создать землю, где эта мечта становится реальностью», — сказал Уолт Дисней, — «мы изобразили себя далеко от цивилизации, в глубоких джунглях Азии и Африки.» Аттракционы включают в себя: «Путешествие по джунглям», «храм Запретного глаза» в мире Индианы Джонса и дом Тарзана, ранее бывшем домом швейцарской семьи Робинзонов из диснеевского фильма «Швейцарская семья Робинзонов». Заколдованная комната тики Уолта Диснея, расположенная у входа в Мир приключений, — первый аттракцион, в котором использовалась аудио-аниматроника, компьютерная синхронизация звука и робототехники.

#### Площадь Нового Орлеана

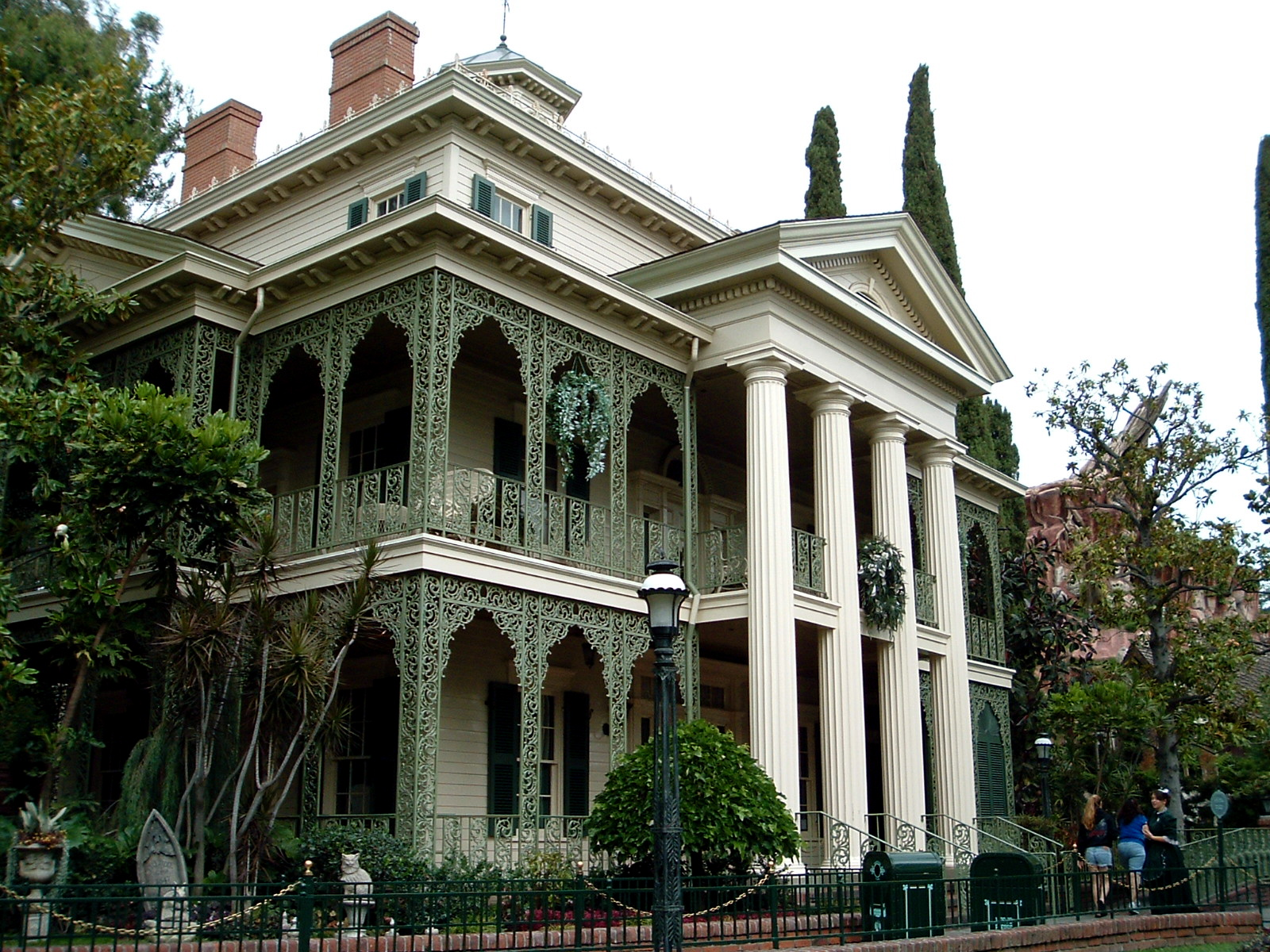
Призрачное поместье выполнено в стиле antebellum, свойственном плантаторским домам Юга до гражданской войны в США.

Площадь Нового Орлеана (англ. New Orlean Square) — территория, тематически основанная на представлениях о Новом Орлеане XIX века. Была открыта для посещения 24 июля 1966 года. Несмотря на возраст, она до сих пор остаётся популярной среди посетителей, так как тут расположены одни из самых популярных аттракционов парка: «Пираты Карибского моря» и «Призрачное поместье», включающее ночное представление Fantasmic!. Кроме того, тут находятся судно Марка Твена, парусник «Колумбия» и «Пиратское логово на острове Тома Сойера».

#### Приграничная страна
Приграничная страна (англ. Frontierland) демонстрирует приграничный город Дикого Запада. Согласно Уолту Диснею, «Все мы имеем право гордиться историей нашей страны, сформировавшейся пионерским духом наших предков. Наши приключения созданы так, чтобы создать ощущение, что вы живёте, пусть и короткое время, в первые дни существования нашей страны.» Приграничная страна — дом «сосновых индейцев», группы аниматроничных коренных жителей Америки, живущих по берегам «Рек Америки». Аттракционы и развлечения включают в себя железную дорогу горы Грома и приграничные тиры. Так же здесь расположен салун «Золотая подкова».

#### Страна животных

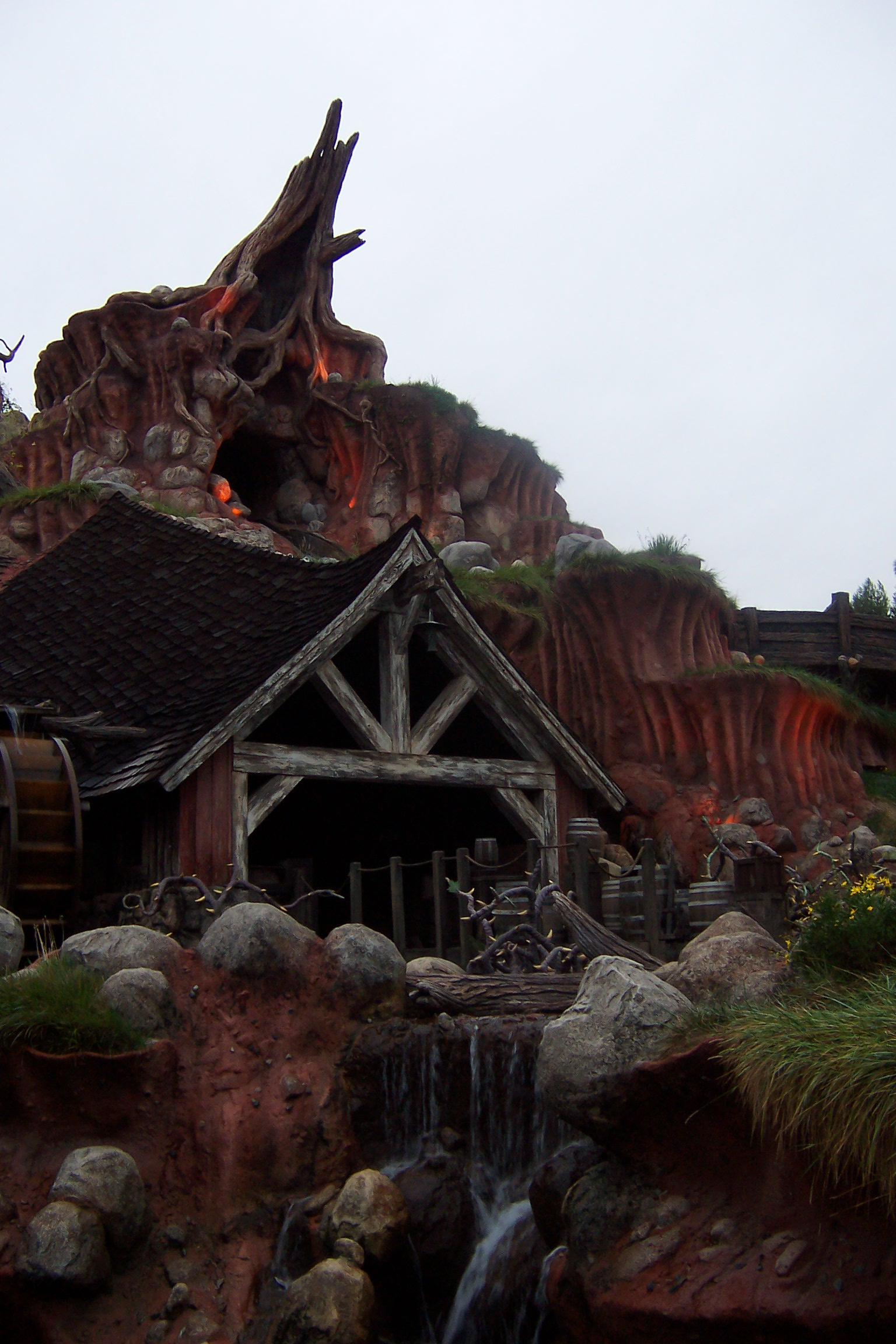
Поющая гора — комбинация водных и «тёмных» горок. Подобный аттракцион расположен в трёх Диснейлендах и основан на фильме 1946 года «Песня Юга».

Страна животных (англ. Critter Country) открылась в 1972 году как «Медвежья страна» (англ. Bear Country), и была переименована только в 1988. Ранее территория была домом для индейской деревни, где местные аборигены демонстрировали танцы и свои обычаи. Ныне главным аттракционом территории является Поющая гора (англ. Splash Mountain) из диснеевской «Песни Юга», путешествие по узкому ущелью, вдохновлённое сказками дядюшки Ремуса Джоэля Харриса и анимированные куски оскароносного диснеевского фильма 1946 года «Песня Юга». В 2003 году «тёмные горки» «Множество приключений Винни-Пуха» заменили «Слёт деревенских медведей», закрытый в 2001 году. «Слёт» представлял собой шоу на основе диснеевского фильма «Деревенские медведи» с поющими медведями, управляемыми марионетками по технологии, известной как аудио-аниматроника.

#### Страна фантазий
Страна фантазий (англ. Fantasyland) — территория Диснейленда, для которой прозвучало следующее посвящение:
Кто молодым не мечтал летать с Питером Пэном над залитым лунным светом Лондоном или провалиться в парадоксальную Алисину Страну чудес? В Стране фантазий эти классические истории всеобщей юности становятся реальностью для всех молодых - несмотря на возраст - чтобы вы могли принять участие в них.
Оригинальный текст (англ.)What youngster has not dreamed of flying with Peter Pan over moonlit London, or tumbling into Alice’s nonsensical Wonderland? In Fantasyland, these classic stories of everyone’s youth have become realities for youngsters — of all ages — to participate in.Уолтер Дисней
Изначально Страна фантазий была выполнена в светлых тонах европейского средневековья, но в 1983 году она была переделана под стиль баварской деревни. Аттракционы включают в себя несколько тёмных горок, карусель короля Артура и многие другие семейные развлечения. В Стране фантазий расположено больше оптоволоконных линий, чем в других частях парка, и половина из них задействовано на аттракционе — «Полёт Питера Пэна».
Изначально относящийся к ней Замок Спящей красавицы демонстрировал пересказ истории о Шиповничке, Спящей Красавице из сказки братьев Гримм. Он был открыт в 1959 году и переделан в 1972, затем замок закрыли в 1992 году по соображениям безопасности и для установки оборудования для нового шоу фейерверков «Believe, There’s Magic in the Stars». Проход открылся снова в 2008 году, демонстрируя новые способы и методы построения пересказа классической сказки, но теперь использовались работы Эйвинда Эрла, а не Мэри Блэр.

#### Мультаун Микки

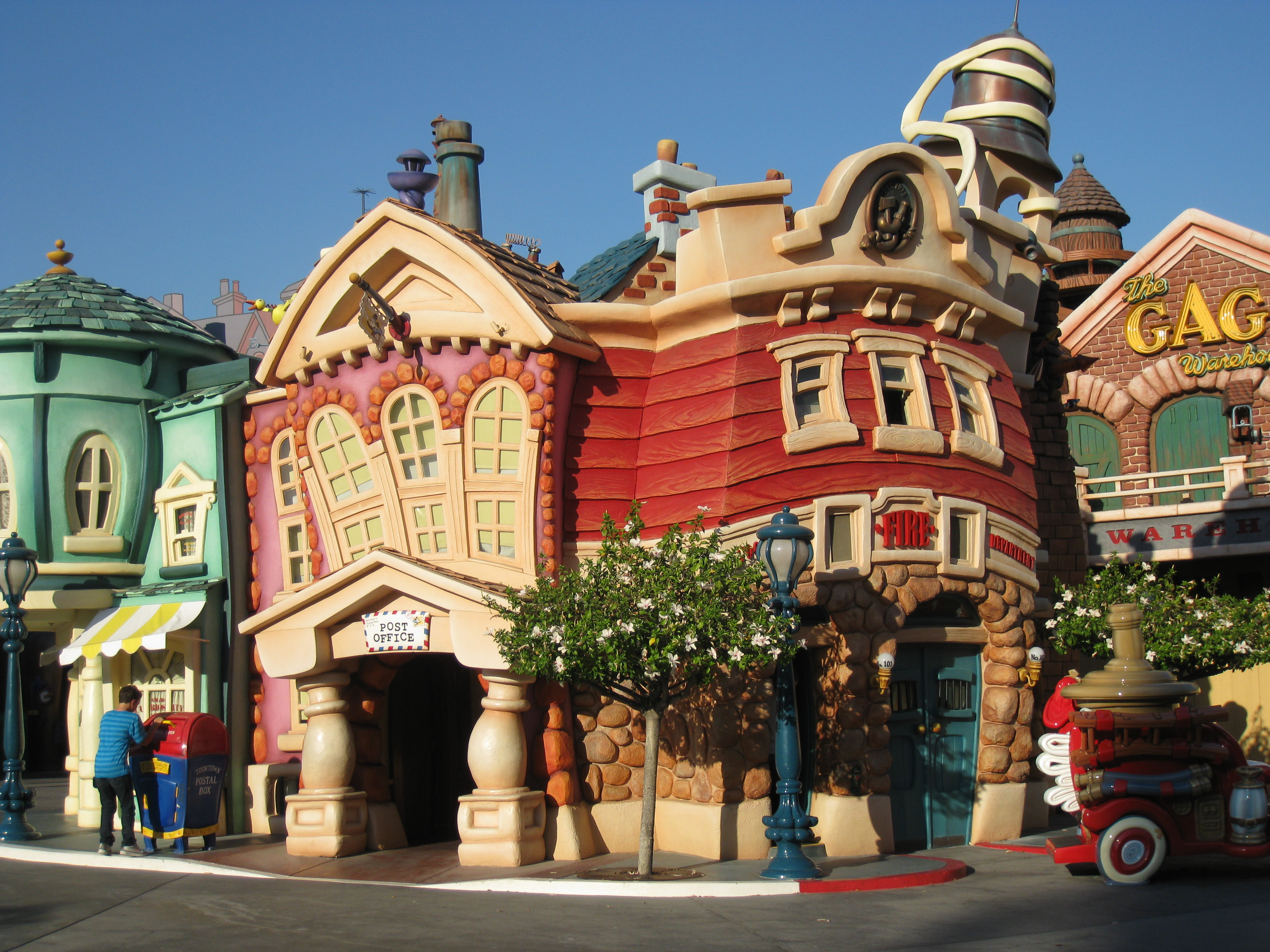
Здание почты в Мультауне Микки

Мультаун Микки (англ. Mickey's Toontown) открылся в 1993 году и частично вдохновлён вымышленным пригородом Лос-Анджелеса — Мультауном из фильма «Кто подставил кролика Роджера?». Дизайн Мультауна Микки связан с эстетикой анимации 1930-х годов. Этот «город» является домом для самых популярных диснеевских персонажей. Главными аттракционами Мультауна являются Gadget’s Go Coaster и «Машинка кролика Роджера». Также в «городе» находятся дома Микки Мауса, Минни Маус и Гуфи и лодка Дональда Дака.

#### Страна будущего

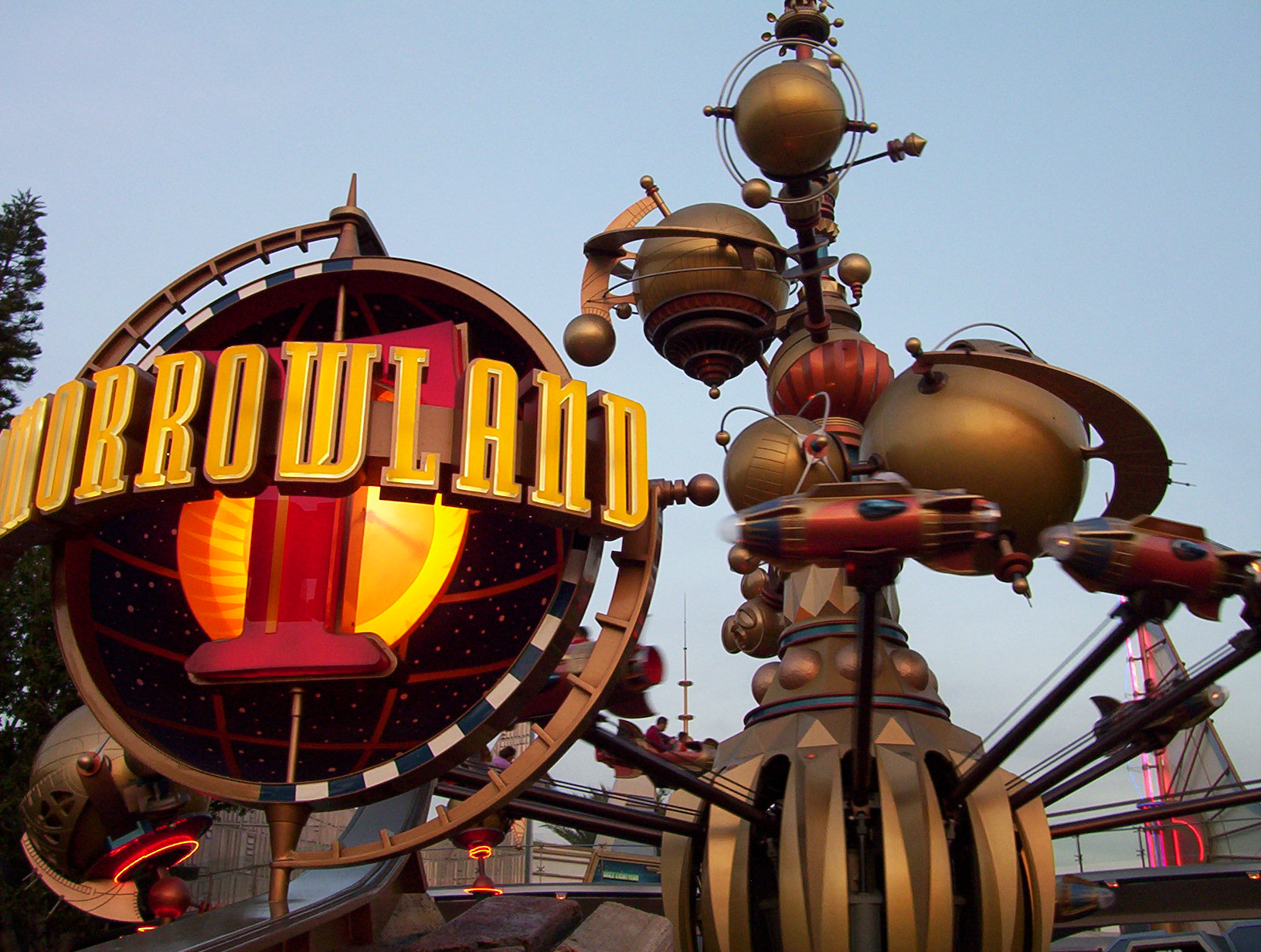
Вход в страну будущего

Посвящение для страны будущего (англ. Tomorrowland) прозвучало так:
Завтра может наступить изумительный век. Наши учёные сегодня открывают двери в новую космическую эру, чтобы достичь того, что принесёт выгоду нашим детям и будущим поколениям. Аттракционы Страны будущего были созданы, чтобы дать вам возможность принять участие в приключениях, являющимихся набросками нашего собственного будущего.
Оригинальный текст (англ.)Tomorrow can be a wonderful age. Our scientists today are opening the doors of the Space Age to achievements that will benefit our children and generations to come. The Tomorrowland attractions have been designed to give you an opportunity to participate in adventures that are a living blueprint of our future.Уолтер Дисней
Директор Диснейленда Вард Кимбол обращался к конструкторам ракетно-космической техники Вернеру фон Брауну, Уиллу Лей и Гайнцу Габеру за технической консультацией при создании оригинального дизайна Страны будущего. Первоначально были установлены следующие аттракционы: «Ракета на Луну», «Космические корабли» и «Автопия»; позже был добавлена первая версия Путешествия на подводной лодке. В 1967 году зона была существенно перестроена и стала «Новой Страной будущего» (англ. New Tomorrowland), а затем в 1998 году в ходе переделки тематический фокус был смещён на «ретро-будущее», напоминающее иллюстрации к работам Жюль Верна.
Текущие аттракционы включают в себя: «Космическую гору», «Новобретения», «Дань капитану Ио», «Астопию», Диснеевскую монорельсовую дорогу и космобластеры Базза Светика. «В поисках Немо», открывшийся 11 июня 2007 года, воспроизводит оригинальное «Путешествие на подводной лодке», закрывшееся в 1998. «Звёздные туры» по мотивам «Звёздных войн» закрылись в июле 2010 года и были заменены на «Звёздные туры: Приключения продолжаются» в июне 2011 года.

### Кулисы
В терминологии работников Диснейленда «кулисами» принято называть территорию, закрытую для посетителей, а также рестораны, магазины и служебные помещения. Хотя некоторые из частей парка имеют подземные служебные склады или спрятанные механизмы, они не связаны в общую сеть, как в Диснейуорлде.
Основным служебным зданием является Team Disney Anaheim, спроектированное Фрэнком Гери и открытое в 1995 году, где находится большая часть управляющего персонала. Старое Административное здание расположено позади Страны будущего. Большинство служебных зданий расположено на северо-западе парка, в том числе депо для транспортных машин, включая трамваи и другой транспорт Главной улицы, корраль, где расположены лошади и другие животные, и тут же хранятся платформы для парадов.
Большинство «кулисных» зданий обычно остаются незамеченными посетителями, чтобы индустриальные пейзажи не портили атмосферу «сказки» и в то же время посетители не оказывались вблизи опасных машин.
На служебной территории запрещено фотографирование. Служба безопасности отслеживает, чтобы посетители не попадали в служебные зоны.

## Транспорт
Уолт Дисней продолжительное время интересовался транспортными машинами, особенно железными дорогами. Это его увлечение привело к постройке миниатюрной садовой железной дороги — «Тихоокеанской Карлвудской железной дороги» (англ. Carolwood Pacific Railroad) — на территории его имения в Холмби Хиллс. Несмотря на все изменения, вносившиеся в планы Диснейленда, окружающая его железная дорога оставалась всегда неизменной. Основным дизайнером транспортных машин парка был Боб Гарр.

### Железная дорога Диснейленда

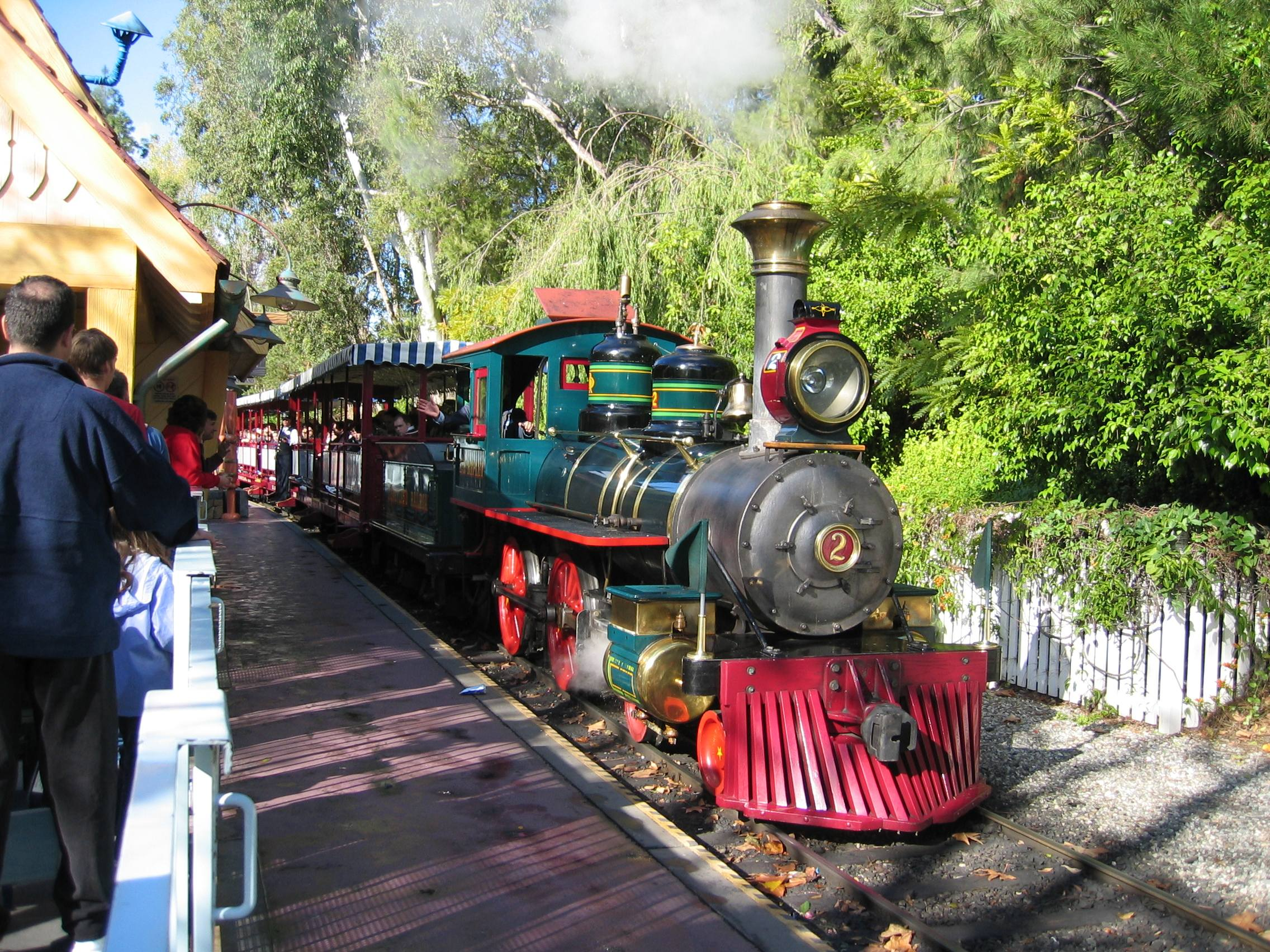
Disneyland Railroad Engine, 2.

Окружающую весь Диснейленд железную дорогу (англ. Disneyland Railroad, DRR) обслуживают пять старинных паровых локомотива, три пассажирских поезда и один товарно-пассажирский. Изначально, вплоть до 1974 года, она являлась частью Atchison, Topeka and Santa Fe Railway. В это время билет на железную дорогу Санта-Фе можно было использовать взамен билета уровня «D». Узкоколейная дорога делает петлю вокруг парка, останавливаясь в каждой из «стран». На каждом выполненном в стиле XIX века поезде проводятся экскурсии, начинающиеся с Главной улицы с запланированными остановками на Площади Нового Орлеана, Мультауне и станции Страны будущего. Завершается экскурсия панорамами «Гранд-Каньона/Первобытного мира» и прибытием назад на Главную улицу.

### Монорельсовая система

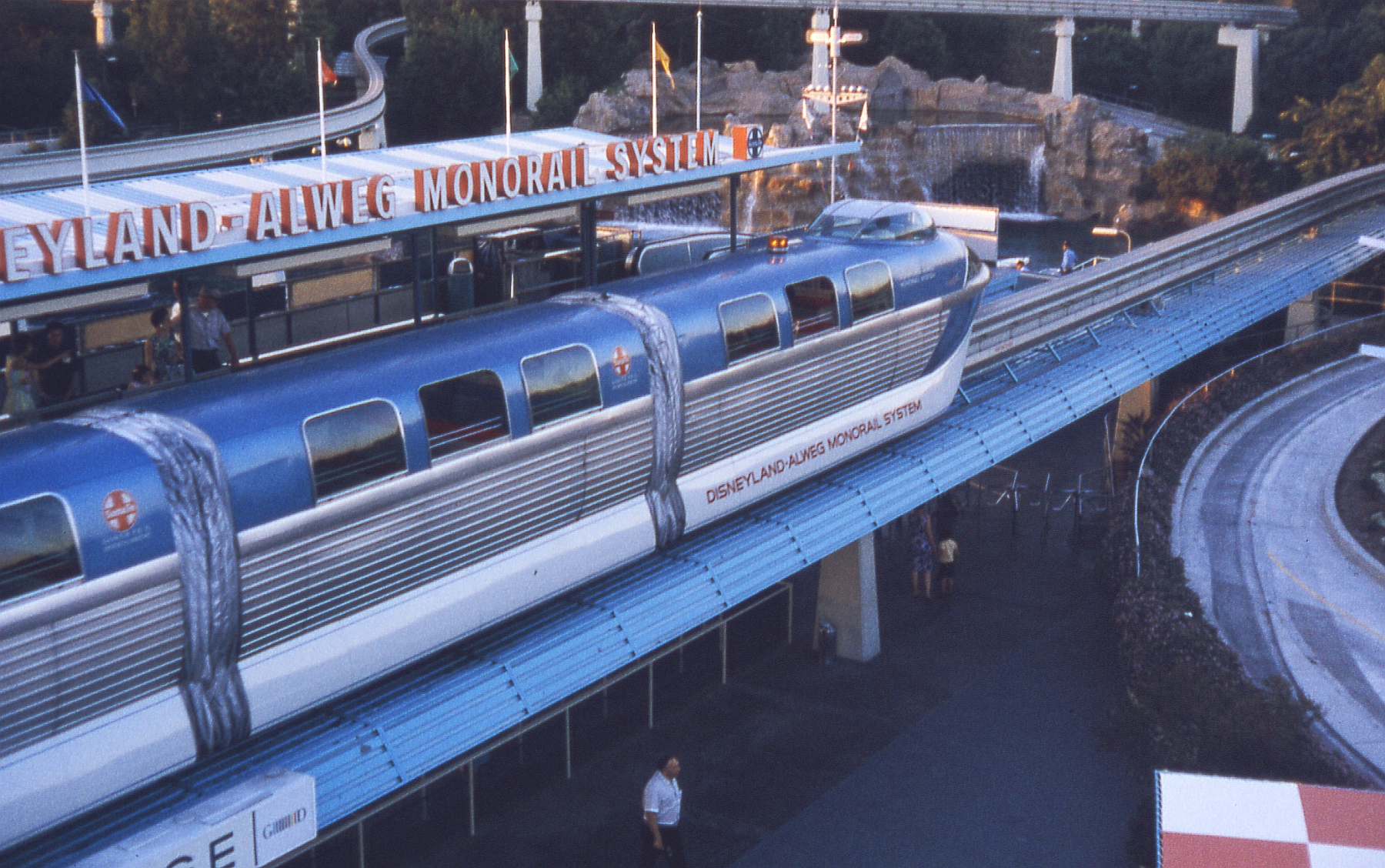
Синий монорельсовый поезд Mark II ALWEG. Август 1963 года.

Одним из известнейших аттракционов Диснейленда является монорельсовая железная дорога, открывшаяся в Стране будущего в 1959 году и ставшая первой действующей монорельсной дорогой в западном полушарии. Железнодорожные пути почти не изменялись с 1961 года, если не считать небольшой перестройки во время строительства «Мира Индианы Джонса». Пять поколений монорельсовых поездов использовалось в парке, так как легковесные конструкции быстро выходили из строя. Последним поколением являются поезда Mark VII, установленные в 2008 году. Монорельс перемещает посетителей между Страной будущего и городком Диснея. Его длина составляет 4 км и путь спроектирован так, чтобы предоставить обзор сверху всего парка.

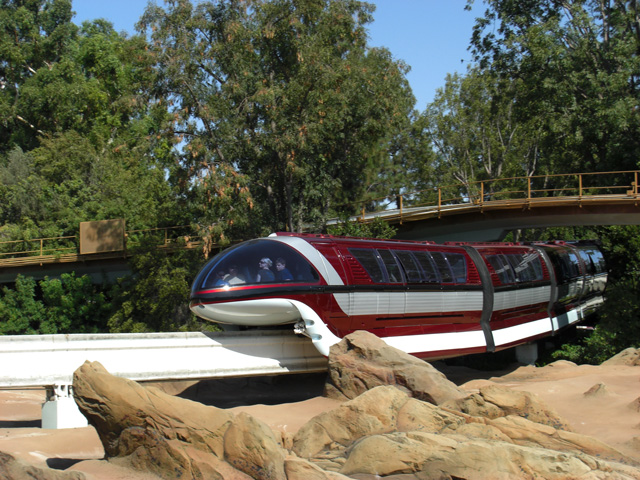
Красный монорельс над «В поисках Немо» в Стране будущего.

Изначально монорельсовая дорога состояла только из одной станции, но позже была расширена и в 1961 году открылась вторая станция у отеля Диснейленда. После создания городка Диснея в 2001 году он стал новым местом конечного назначения. Фактически станция была перенесена лишь на небольшое расстояние от отеля.

### Главная улица
Все транспортные приспособления на Главной улице спроектированы, чтобы соответствовать изображаемому времени, в том числе там представлены двухэтажный автобус, конки и старинные автомобили.

### Площадка для вертолётов

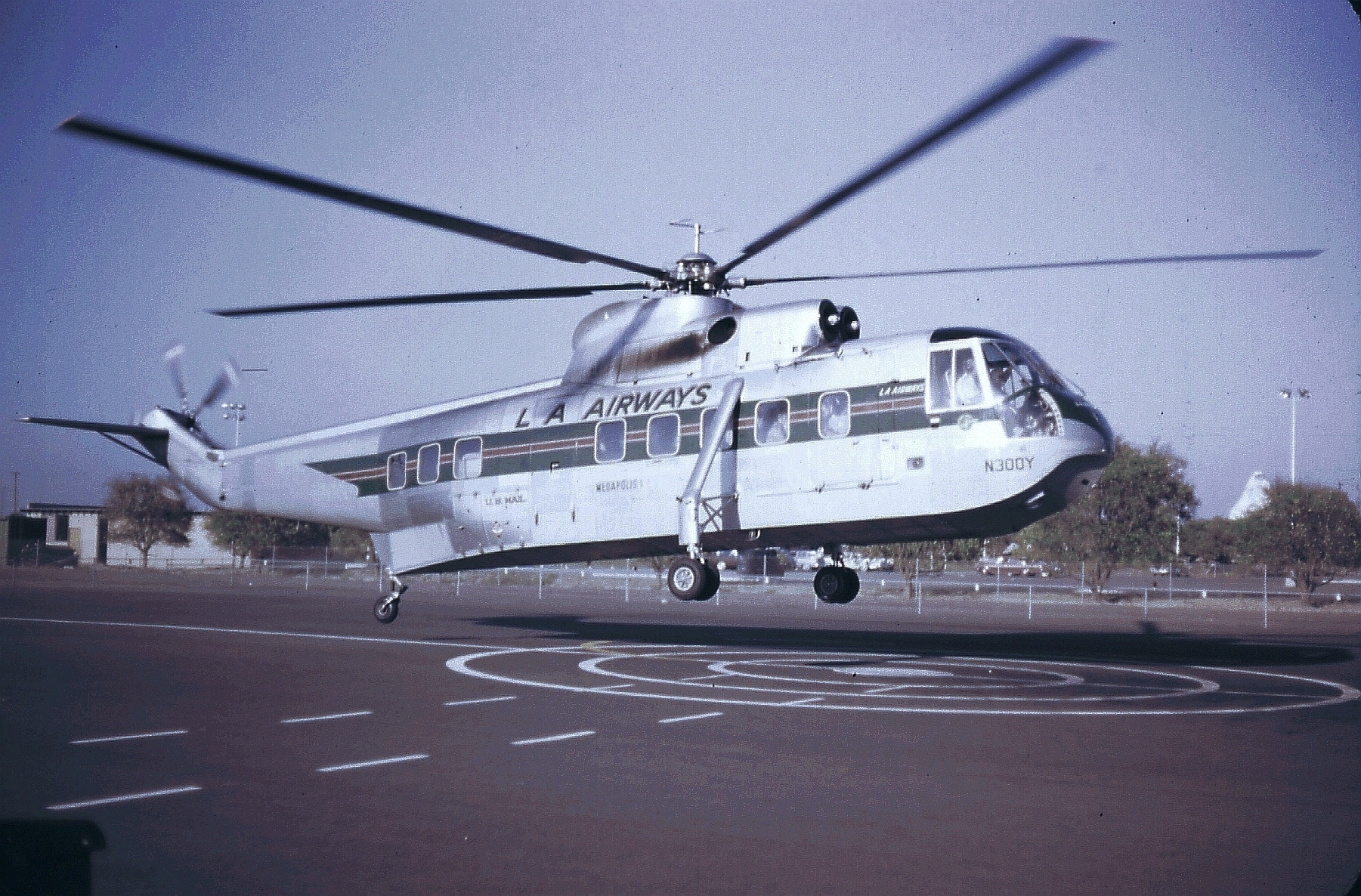
Вертолёт лос-анджелесских авиалиний S-61L, взлетающий с диснейлендовской площадки, август 1963 года.

С конца 1950-х и до 1968 года Лос-Анджелесские авиалинии организовывали постоянные перелёты по расписанию между Диснейлендом и Международным аэропортом Лос-Анджелеса (LAX), также как и другими городами в окрестностях. Изначально площадка для вертолётов располагалась за Страной будущего, но позже в 1960 году была перемещена на север от отеля Диснейленда. Прибывающие гости на трамвае добирались до самого отеля. После двух катастроф полёты были прекращены: в Парамаунте, Калифорния, 22 мая 1968 года погибло 23 человека (на тот момент это была крупнейшая в мире катастрофа с участием вертолёта), а в Комптоне, Калифорния, 14 августа 1968 года — 21.

## Представления
Работники Диснейленда используют театральную терминологию, сравнивая визит в парк с посещением театрального представления. Например, недоступные для посещения территории называются «кулисы», работники носят «костюмы», а не униформу. Любая работа «члена труппы» называется «ролью». Исполняя свою «роль», работник должен следовать «сценарию» — определённому кодексу поведения и утверждённой тематической фразеологии. Появление на территории, открытой для публики, при этом является «выходом на сцену», где и будет проходить «представление».
Представления — это ещё один вид развлечений в Диснейленде, кроме аттракционов и киосков. Большинство из них не проходят постоянно, а организуются лишь в определённые дни недели или года. Множество диснеевских персонажей могут быть найдены, разгуливающими по всему парку, приветствующими посетителей, развлекающими детей и позирующими для фотографий. Для некоторых из них есть места, где они обязаны появляться в определённое время, хотя могут быть найдены и за их пределами.

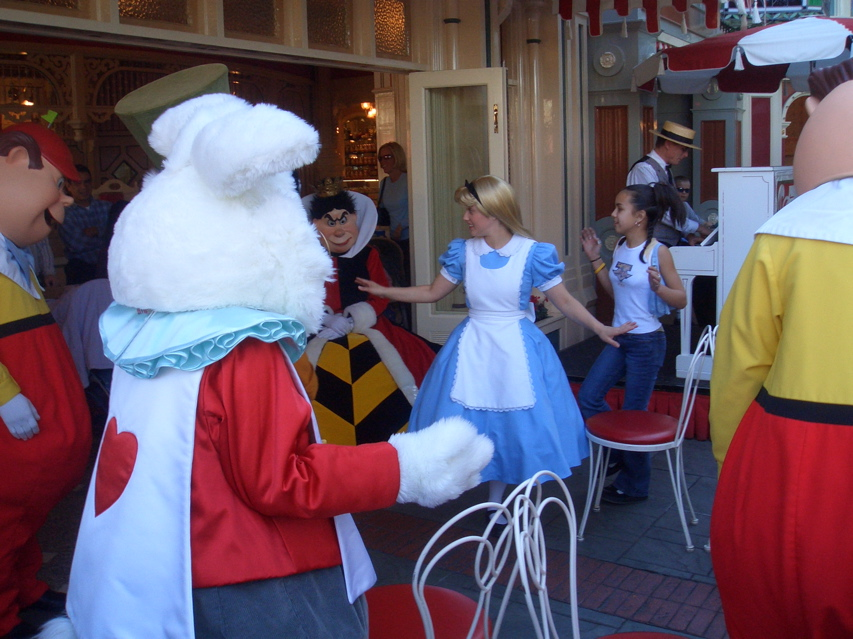
Алиса и другие персонажи из её фильма устраивают конкурс «Музыкальный стул» в Уголке Кока-Колы.

Также каждый день проводится церемония спуска флага Соединённых Штатов Америки, выполняемая службой безопасности Диснейленда. Обычно она проходит между 16 и 17 часами, но расписание может меняться, чтобы не пересекаться с выступлениями на Главной улице.
Кроме того, на улицах могут устраиваться выступления вне расписания. Например, группа Bootstrappers изображает команду пиратов и выступает с песнями из «Пиратов Карибского моря» и другими морскими композициями. Квартет Dapper Dans исполняет песни на Главной улице, там же в Уголке Кока-Колы звучит регги. На Площади Нового Орлеана могут выступать различные группы или солисты, исполняющие джаз. В ходе праздников или каникул число выступающих в течение дня по всему парку увеличивается. Кроме музыкальных представлений могут организовываться и игры для посетителей, например, после полудня каждый день персонажи «Алисы в Стране чудес» организуют игру «Музыкальный стул» в Уголке Кока-Колы на Главной улице.

### Золотая подкова
В салуне «Золотая подкова» расположена одна из сцен, на которой могут проходить выступления в стиле Дикого Запада. В последние годы там играет Billy Hill and the Hillbillies с комедийным шоу, сопровождаемой игрой на гитарах и банджо. Кроме того, перед салуном могут разыгрываться небольшие юмористические скетчи на ту же тематику.

### Терраса Страны будущего
Терраса Страны будущего — двух-ярусная сцена в Стране будущего. В 1960-х на ней каждый день выступали различные исполнители, но со времени они были заменены «Клубом Базза», представлением про Базза Светика, персонажа-космонавта из фильмов «История игрушек». В 2006 году он был восстановлен, полностью повторяя оригинал. Ныне же это место проведения интерективного представления «Академия джедаев», в котором из присутствующих детей выбираются падаваны и обучаются обращению с лазерным мечом. Каждый ребёнок имеет шанс сразиться с главными злодеями «Звёздных войн» — Дарт Вейдером или Дарт Маулом.
Кроме того, местные музыкальные группы опять выступают на этой сцене по вечерам, как было в 1960-х.

### Fantasmic!

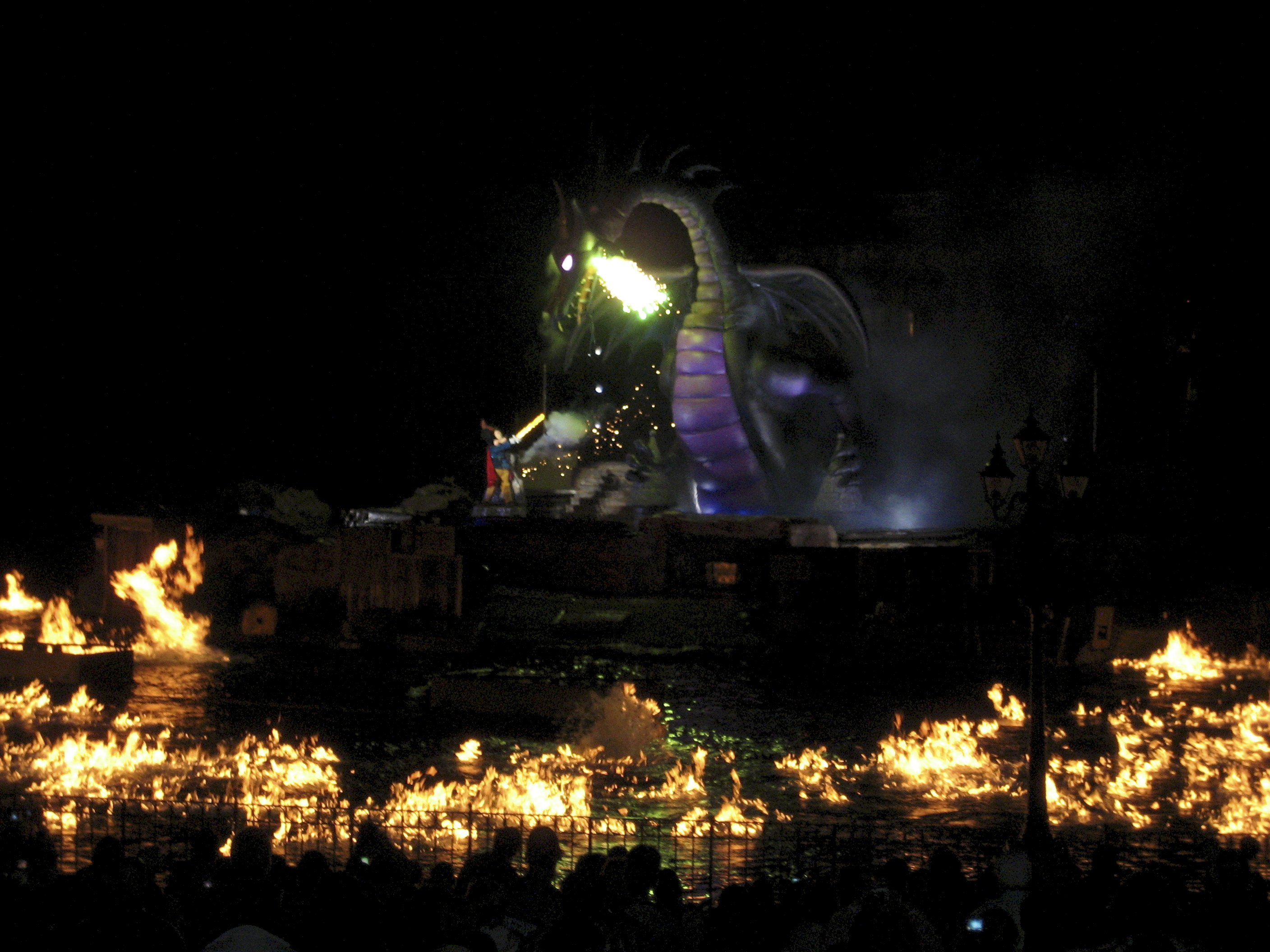
Финал Fantasmic! 4 июля 2010 года.

Шоу Fantasmic!, впервые продемонстрированное в 1992 году, — популярное мультимедийное ночное представление, организуемое на «Реках Америки». Микки Маус вызывает персонажей и духов любимых диснеевских мультфильмов, чтобы используя силу воображения победить злодеев, пытающих превратить мечту в кошмар. Представление происходит со стороны Таверны Лаффита в Пиратском логове на острове Тома Сойера и использует в качестве части сцены Реки Америки. Наблюдать за представлением можно с Площади Нового Орлеана или из Приграничной страны.
Представление состоит из множества спецэффектов, синхронизованных с передвижением барж, судна Марка Твена, парусника «Колумбия», фонтанов, лазеров, фейерверков, «дымового экрана», на который проецируются анимированные сцены, и огромного огнедышащего дракона.

### Фейерверки

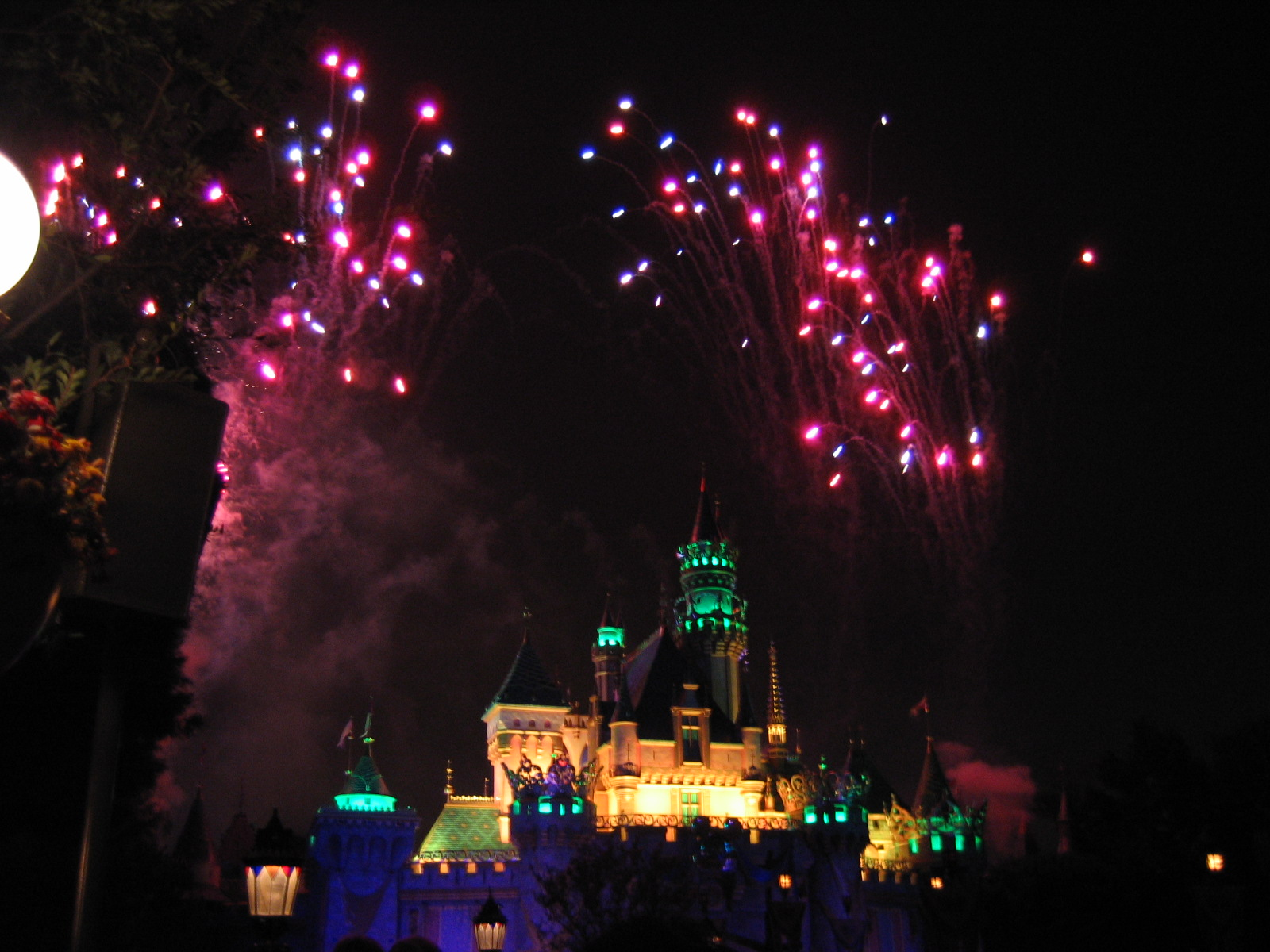
Фейерверки над замком Спящей красавицы

Каждое лето, начиная с 1956 года, в Диснейленде устраивались фейерверки. Изначально они запускались вручную, но в 1960-х годах была установлена автоматическая система и шоу было аккуратно совмещено с музыкой. С 2000 года фейерверки стали более искусными, над замком Спящей красавицы нередко пролетают Динь-Динь или Дамбо, улучшена была пиротехника, методика запуска фейерверков и сюжетные линии. В 2004 году Диснейленд продемонстрировал новую систему запуска фейерверков, уменьшающую уровни шума, дыма и загрязнения окружающей среды. Патент на эту систему был открыт, чтобы и другие компании могли использовать эту «зелёную» технологию.
- Постоянные шоу:
  - 1958—1999: Fantasy in the Sky
  - 2000—2004: Believe… There's Magic in the Stars
  - 2004—2005: Imagine… A Fantasy in the Sky
  - 2005 — До настоящего времени: Remember… Dreams Come True
- Специальные представления:
  - 12 июня 2009 — 20 сентября 2009: Magical: An Exploding Celebration In The Sky
  - 25 сентября 2009 — 1 ноября 2009: Halloween Screams

С 2009 года выбор шоу стал зависеть от времени года. Внесезонное время фейерверки запускают только по выходным, при наплыве посетителей число дней увеличивается. В праздничное время: на Пасху/весенние каникулы, летом и в Рождество, — фейерверки запускаются ежедневно. Каждое шоу обходится парку в сумму около $41 000. В связи с погодными условиями оно может быть отменено.
Обычно выступление начинается в 20:45, но может быть назначено и на более раннее время. В любом случае, кроме 4 июля и кануна Нового года оно должно закончиться к 22:00 из-за законов города Анахайма.
- Годовой репертуар
  - поздняя зима/весна: Remember… Dreams Come True
  - лето: Magical: Disney's New Nighttime Spectacular of Magical Celebrations
  - Неделя с Днем независимости: Disney's Celebrate America: A 4th of July Concert in the Sky
  - только для хэллоуинских вечеринок Микки: Halloween Screams
  - праздники: Believe… In Holiday Magic

### Парады
В Диснейленде организуется множество парадов. Они могут проходить как днём, так и ночью, отмечая выход нового фильма студии или праздничные даты. В парадах участвуют различные персонажи и разнообразные музыкальные платформы. Одним из самых популярных парадов был Электрический парад Главной улицы, ныне проводящийся в Волшебном королевстве в Диснейуорлде в Лейк Буена Виста, Флорида.
С 5 мая 2005 года по 7 ноября 2008 в качестве части празднования 50-летнего юбилея Диснейленда был организован Walt Disney's Parade of Dreams, отмечающий классические диснеевские истории, такие как «Король Лев», «Русалочка», «Алиса в Стране чудес» и «Пиноккио».
В 2009 году Walt Disney's Parade of Dreams был сменён Celebrate! A Street Party, впервые прошедшим 27 марта 2009 года. Дисней не называет Celebrate! A Street Party парадом, считая скорее «уличным мероприятием».
30 июля 2010 года в блоге Диснейленда был анонсирован новый парад Mickey’s Soundsational Parade. Первый парад должен был пройти 27 мая 2011 года. Кроме Микки, Минни, Гуфи, Плуто, Чипа и Дейла в параде участвуют персонажи из «Русалочки», «Короля Льва», «Принцессы и лягушки», «Питера Пэна», «Аладдина», «Трёх кабальеро» и «Мэри Поппинс».

## Посещаемость
| \| Год \| \| \| \| \| \| 1955 \| 1956 \| 1957 \| 1958 \| 1959 \| \| Посещаемость \| \| \| \| \| \| 1 \| 4 \| 4.5 \| 4.6 \| 5.1 \| \| Год \| 1960 \| 1961 \| 1962 \| 1963 \| 1964 \| 1965 \| 1966 \| 1967 \| 1968 \| 1969 \| \| Посещаемость \| 5 \| 5.3 \| 5.5 \| 5.7 \| 6 \| 6.5 \| 6.7 \| 7.8 \| 9.2 \| 9.1 \| \| Год \| 1970 \| 1971 \| 1972 \| 1973 \| 1974 \| 1975 \| 1976 \| 1977 \| 1978 \| 1979 \| \| Посещаемость \| 10 \| 9.3 \| 9.4 \| 9.8 \| 9.5 \| 9.8 \| 9.8 \| 10.9 \| 11 \| 11 \| \| Год \| 1980 \| 1981 \| 1982 \| 1983 \| 1984 \| 1985 \| 1986 \| 1987 \| 1988 \| 1989 \| \| Посещаемость \| 11.5 \| 11.3 \| 10.4 \| 9.9 \| 9.8 \| 12 \| 12.4 \| 13.5 \| 13 \| 14.4 \| \| Год \| 1990 \| 1991 \| 1992 \| 1993 \| 1994 \| 1995 \| 1996 \| 1997 \| 1998 \| 1999 \| \| Посещаемость \| 12.9 \| 11.6 \| 11.6 \| 11.4 \| 10.3 \| 14.1 \| 15 \| 14.2 \| 13.7 \| 13.5 \| \| Год \| 2000 \| 2001 \| 2002 \| 2003 \| 2004 \| 2005 \| 2006 \| 2007 \| 2008 \| 2009 \| \| Посещаемость \| 13.9 \| 12.3 \| 12.7 \| 12.7 \| 13.3 \| 14.26 \| 14.73 \| 14.87 \| 14.72 \| 15.9 \| \| Год \| 2010 \| 2011 \| 2012 \| 2013 \| 2014 \| 2015 \| 2016 \| 2017 \| 2018 \| 2019 \| \| Посещаемость \| 15.98 \| 16.14 \| 16.33 \| 17.24 \| 16.20 \| 18.56 \| \| \| \| \| |       |       |       |       |       |       |       |       |       |      |
| Год |       |       |       |       |       | 1955  | 1956  | 1957  | 1958  | 1959 |
| Посещаемость |       |       |       |       |       | 1     | 4     | 4.5   | 4.6   | 5.1  |
| Год | 1960  | 1961  | 1962  | 1963  | 1964  | 1965  | 1966  | 1967  | 1968  | 1969 |
| Посещаемость | 5     | 5.3   | 5.5   | 5.7   | 6     | 6.5   | 6.7   | 7.8   | 9.2   | 9.1  |
| Год | 1970  | 1971  | 1972  | 1973  | 1974  | 1975  | 1976  | 1977  | 1978  | 1979 |
| Посещаемость | 10    | 9.3   | 9.4   | 9.8   | 9.5   | 9.8   | 9.8   | 10.9  | 11    | 11   |
| Год | 1980  | 1981  | 1982  | 1983  | 1984  | 1985  | 1986  | 1987  | 1988  | 1989 |
| Посещаемость | 11.5  | 11.3  | 10.4  | 9.9   | 9.8   | 12    | 12.4  | 13.5  | 13    | 14.4 |
| Год | 1990  | 1991  | 1992  | 1993  | 1994  | 1995  | 1996  | 1997  | 1998  | 1999 |
| Посещаемость | 12.9  | 11.6  | 11.6  | 11.4  | 10.3  | 14.1  | 15    | 14.2  | 13.7  | 13.5 |
| Год | 2000  | 2001  | 2002  | 2003  | 2004  | 2005  | 2006  | 2007  | 2008  | 2009 |
| Посещаемость | 13.9  | 12.3  | 12.7  | 12.7  | 13.3  | 14.26 | 14.73 | 14.87 | 14.72 | 15.9 |
| Год | 2010  | 2011  | 2012  | 2013  | 2014  | 2015  | 2016  | 2017  | 2018  | 2019 |
| Посещаемость | 15.98 | 16.14 | 16.33 | 17.24 | 16.20 | 18.56 |       |       |       |      |

### Билеты
С момента открытия и вплоть до 1982 года плата за аттракционы и за вход была отдельной. Посетители платили небольшую сумму за вход, но чтобы посетить большинство аттракционов требовалось купить набор билетов, изначально имевших маркировки от «A» до «C». Эти билеты можно было купить и по отдельности. Билеты «A» предназначались для использования на небольших аттракционах, таких как развлечения на Главной улице, тогда как «C» уже были для более привычных аттракционов, например, катания в кружках. С появлением более захватывающих аттракционов возникли и билеты с отметками «D», а позже и «E». Билеты можно было сочетать, чтобы они стали эквивалентны билету другого уровня, например, два билета «A» были равны одному «B».
Позже Диснейленд ввёл буклет с билетами «Ключи от королевства» (англ. Keys to the Kingdom), состоявший из 10 купонов с одинаковой стоимостью. Эти билеты можно было использовать на любом аттракционе вне зависимости от его обычной стоимости, поэтому большинство покупателей старались потратить их на самые дорогие.
В 1982 году Дисней оставил идею отдельной платы за аттракционы в пользу единой входной платы с неограниченным доступам к аттракционам, «исключая призовые тиры». Коммерческая выгода от подобного подхода была очевидна: кроме того, что каждому придётся заплатить внушительную сумму, даже если он пробудет в парке недолго и поучаствует лишь в некоторых аттракционах, парк больше не должен был печатать множество буклетов, билетов и отслеживать, чтобы посетители не попадали на аттракционы без них.
Позже появились дополнительные возможности, такие как билеты на несколько дней, годичные пропуски и скидки жителям Южной Калифорнии.

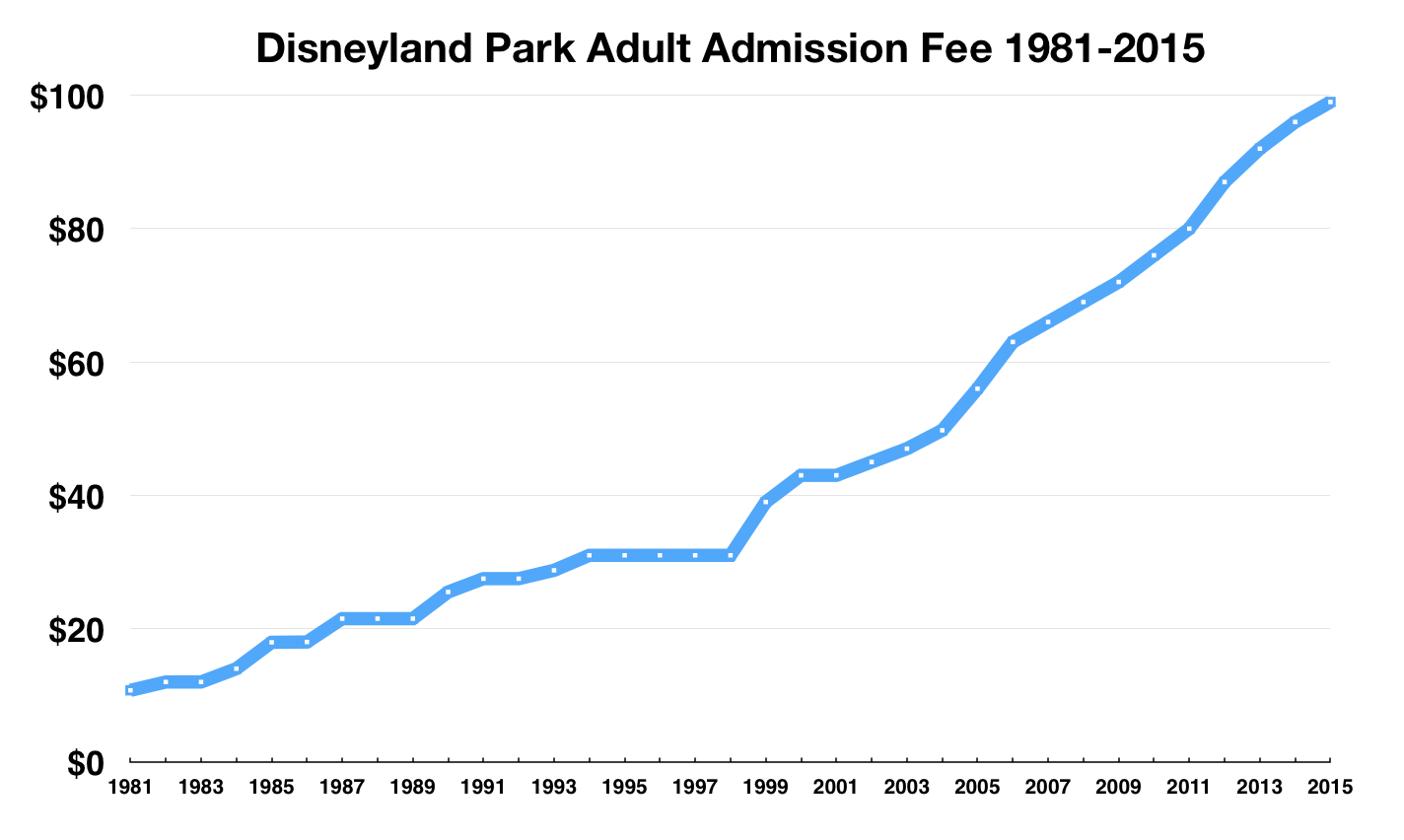
Изменение цены входного билета для взрослого в парк Диснейленд, 1981—2015

| Год         | 1981*    | 1982      | 1984     | 1985      | 1986     | 1987      | 1990     | 1991     | 1993     | 1994     | Янв 1999 | Янв 2000 |
| Цена US$    | $10.75   | $12.00    | $14.00   | $17.95    | $18.00   | $21.50    | $25.50   | $27.50   | $28.75   | $31.00   | $39.00   | $41.00   |
|             |          |           |          |           |          |           |          |          |          |          |          |          |
| Месяц и год | Ноя 2000 | Март 2002 | Янв 2003 | Март 2004 | Янв 2005 | Июнь 2005 | Янв 2006 | Сен 2006 | Сен 2007 | Авг 2008 | Авг 2009 | Авг 2010 |
| Цена US$    | $43.00   | $45.00    | $47.00   | $49.75    | $53.00   | $56.00    | $59.00   | $63.00   | $66.00   | $69.00   | $72.00   | $176.00  |

↑  До 1982 года общие билеты были доступны только для групп.

## Закрытия
С момента своего открытия в 1955 году Парк Диснейленд несколько раз закрывался вне расписания, в том числе:
- В 1963 году после убийства Джона Кеннеди[29].
- 16 декабря 1987 года из-за сильной метели.[30]
- В 1994 году для проверки после землетрясения в Нортридже.
- И Диснейленд, и Диснеевский парк калифорнийских приключений были закрыты после теракта 11 сентября. В отличие от Мира Диснея, где парк успел открыться, но после произошедшего был закрыт, Диснейленд в тот день не открывался вообще[31].
- В 2010 году кратковременно были приостановлены поездки на аттракционах для проверки после землетрясения в Нижней Калифорнии[32][33][34][35][36][37][38].
- 14 марта 2020 года на фоне пандемии коронавируса он вместе с Disney California Adventure были закрыты до окончания коронавируса в США.[источник не указан 1898 дней]

Кроме того, были и запланированные закрытия:
- В первые годы существования парк был часто закрыт по понедельникам и вторникам в несезонное время[39]. Это было спланировано вместе с соседней Ягодной фермой Кнотта, которая не работала по средам и четвергам, что позволяло уменьшить траты обоих парков и в то же время посетители Оринджа всегда могли пойти в один из них.
- 4 мая 2005 года для большого праздничного шоу, посвященного 50-летию парка[40].
- Иногда парк закрывается пораньше для проведения особых мероприятий, таких как экскурсии, VIP-группы, частные вечеринки и т. д. Довольно распространено, когда компании арендуют весь парк на целый вечер. В таких случаях печатаются специальные пропуски для приглашенных. Для обычных посетителей информация о раннем закрытии публикуется в расписании парка и на кассах. Работники парка сообщают о закрытии заранее и проверяют, чтобы все посетители без специальных пропусков покинули территорию.